# Siciliana Dragão
No xadrez, a Siciliana Dragão é uma das principais linhas da Defesa Siciliana e começa com as jogadas:
1. e4 c5
2. Nf3 d6
3. d4 cxd4
4. Cxd4 Nf6
5. Cc3 g6
No Dragão, as pretas fianquetam seu bispo em g7, rocando no lado do rei enquanto miram o bispo no centro e o lado da Dama. Em uma das linhas mais populares e teoricamente importantes, a Variação Iugoslava, as brancas encontram a configuração das pretas com Be3, Dd2 e Bh6, trocando o bispo Dragão, seguido pelo lançamento de uma avalanche de peões no flanco do Rei com h4–h5 e g4. Para envolver a Torre a1 no ataque, as brancas geralmente fazem o roque na ala da dama, colocando o Rei branco na coluna c semi-aberta. O resultado geralmente é que ambos os lados atacam o rei do outro com todos os recursos disponíveis. A linha é considerada uma das mais agudas aberturas de xadrez.
A forma moderna do Dragão foi originada pelo mestre alemão Louis Paulsen por volta de 1880. Foi jogada com frequência por Henry Bird naquela década, então recebeu aceitação geral por volta de 1900 quando jogada por Harry Nelson Pillsbury e outros mestres.
Em sua autobiografia de 1953, o mestre de xadrez russo e astrônomo amador Fyodor Dus-Chotimirsky afirmou que criou o nome "Variante do Dragão" em 1901, após a semelhança imaginária entre a estrutura de peões da ala do rei das Pretas e a constelação de Draco. A mais antiga referência impressa conhecida, encontrada pelo historiador do xadrez Edward Winter, está na edição de janeiro-fevereiro de 1914 da Wiener Schachzeitung.

## Linha principal: 6. Be3 Bg7 7.f3 0-0 8. Dd2 Cc6
A linha principal do Dragão continua:
6. Be3 Bg7 7. f3
O objetivo do último movimento das brancas é proteger e4 e impedir que as pretas joguem ...Cg4 assediando o bispo de casas escuras das Brancas. As pretas não podem jogar 6. Be3 Cg4?? imediatamente por causa de 7. Bb5+ ganhando uma peça após 7. . . Bd7 como branco pode jogar Dxg4 devido à imobilização no Bispo d7, ou ganhar uma troca e peão após 7. . . Cc6 8. Cxc6 bxc6 9. Bxc6+ bifurcando o Rei e a Torre.
7... 0-0 8. Dd2 Cc6
e agora existem fundamentalmente dois ramos distintos com 9. 0-0-0 levando a um jogo mais posicional enquanto 9. Bc4 leva a posições de dois gumes altamente táticas.
O ataque iugoslavo com 9. Bc4 exemplifica o espírito do Dragão com avalanches de peões correndo para o mate em lados opostos do tabuleiro. As brancas tentam abrir a ala do Rei preta e entregar mate na coluna h, enquanto as pretas buscam contra-jogo na ala de dama com ataques de sacrifício. As estratégias típicas das brancas são trocar bispos de casas escuras por Be3–h6, sacrificar material para abrir a coluna h e explorar a pressão na diagonal a2–g8 e a fraqueza da casa d5.
O preto normalmente contra-ataca na ala da Dama, usando os peões da ala da dama, as Torres e o Bispo de casas escuras. As pretas às vezes jogam ...h5 (a Variação Soltis) para se defender contra o ataque das brancas na ala do rei. Outros temas típicos para as pretas são trocar o Bispo de casa clara das brancas por ...Cc6–e5–c4, pressão na coluna c, sacrificando a troca em c3, avançando o peão b e pressão na diagonal longa. O preto geralmente omitirá ...a6 porque o branco geralmente vencerá em um ataque de peão direto, já que o preto deu ao branco um gancho em g6 para atacar. Em geral, as brancas evitarão mover os peões em a2/b2/c2 e, portanto, a tempestade de peões das pretas quase sempre será mais lenta do que a das brancas na ala do Rei. As pretas podem obter um final de jogo aceitável mesmo depois de sacrificar a troca por causa do sacrifício do peão-h das brancas e dos peões dobrados.

### A linha posicional com 9.0-0-0
|   | a | b | c | d | e | f | g | h |   |
| 8 | a8 preto torre · f8 preto torre · g8 preto rei · a7 preto peão · b7 preto peão · e7 preto peão · f7 preto peão · h7 preto peão · e6 preto bispo · f6 preto bispo · g6 preto peão · f3 branco peão · a2 branco peão · b2 branco peão · c2 branco peão · g2 branco peão · h2 branco peão · b1 branco rei · d1 branco rainha · f1 branco bispo · h1 branco torre | a8 preto torre · f8 preto torre · g8 preto rei · a7 preto peão · b7 preto peão · e7 preto peão · f7 preto peão · h7 preto peão · e6 preto bispo · f6 preto bispo · g6 preto peão · f3 branco peão · a2 branco peão · b2 branco peão · c2 branco peão · g2 branco peão · h2 branco peão · b1 branco rei · d1 branco rainha · f1 branco bispo · h1 branco torre | a8 preto torre · f8 preto torre · g8 preto rei · a7 preto peão · b7 preto peão · e7 preto peão · f7 preto peão · h7 preto peão · e6 preto bispo · f6 preto bispo · g6 preto peão · f3 branco peão · a2 branco peão · b2 branco peão · c2 branco peão · g2 branco peão · h2 branco peão · b1 branco rei · d1 branco rainha · f1 branco bispo · h1 branco torre | a8 preto torre · f8 preto torre · g8 preto rei · a7 preto peão · b7 preto peão · e7 preto peão · f7 preto peão · h7 preto peão · e6 preto bispo · f6 preto bispo · g6 preto peão · f3 branco peão · a2 branco peão · b2 branco peão · c2 branco peão · g2 branco peão · h2 branco peão · b1 branco rei · d1 branco rainha · f1 branco bispo · h1 branco torre | a8 preto torre · f8 preto torre · g8 preto rei · a7 preto peão · b7 preto peão · e7 preto peão · f7 preto peão · h7 preto peão · e6 preto bispo · f6 preto bispo · g6 preto peão · f3 branco peão · a2 branco peão · b2 branco peão · c2 branco peão · g2 branco peão · h2 branco peão · b1 branco rei · d1 branco rainha · f1 branco bispo · h1 branco torre | a8 preto torre · f8 preto torre · g8 preto rei · a7 preto peão · b7 preto peão · e7 preto peão · f7 preto peão · h7 preto peão · e6 preto bispo · f6 preto bispo · g6 preto peão · f3 branco peão · a2 branco peão · b2 branco peão · c2 branco peão · g2 branco peão · h2 branco peão · b1 branco rei · d1 branco rainha · f1 branco bispo · h1 branco torre | a8 preto torre · f8 preto torre · g8 preto rei · a7 preto peão · b7 preto peão · e7 preto peão · f7 preto peão · h7 preto peão · e6 preto bispo · f6 preto bispo · g6 preto peão · f3 branco peão · a2 branco peão · b2 branco peão · c2 branco peão · g2 branco peão · h2 branco peão · b1 branco rei · d1 branco rainha · f1 branco bispo · h1 branco torre | a8 preto torre · f8 preto torre · g8 preto rei · a7 preto peão · b7 preto peão · e7 preto peão · f7 preto peão · h7 preto peão · e6 preto bispo · f6 preto bispo · g6 preto peão · f3 branco peão · a2 branco peão · b2 branco peão · c2 branco peão · g2 branco peão · h2 branco peão · b1 branco rei · d1 branco rainha · f1 branco bispo · h1 branco torre | 8 |
| 7 | a8 preto torre · f8 preto torre · g8 preto rei · a7 preto peão · b7 preto peão · e7 preto peão · f7 preto peão · h7 preto peão · e6 preto bispo · f6 preto bispo · g6 preto peão · f3 branco peão · a2 branco peão · b2 branco peão · c2 branco peão · g2 branco peão · h2 branco peão · b1 branco rei · d1 branco rainha · f1 branco bispo · h1 branco torre | a8 preto torre · f8 preto torre · g8 preto rei · a7 preto peão · b7 preto peão · e7 preto peão · f7 preto peão · h7 preto peão · e6 preto bispo · f6 preto bispo · g6 preto peão · f3 branco peão · a2 branco peão · b2 branco peão · c2 branco peão · g2 branco peão · h2 branco peão · b1 branco rei · d1 branco rainha · f1 branco bispo · h1 branco torre | a8 preto torre · f8 preto torre · g8 preto rei · a7 preto peão · b7 preto peão · e7 preto peão · f7 preto peão · h7 preto peão · e6 preto bispo · f6 preto bispo · g6 preto peão · f3 branco peão · a2 branco peão · b2 branco peão · c2 branco peão · g2 branco peão · h2 branco peão · b1 branco rei · d1 branco rainha · f1 branco bispo · h1 branco torre | a8 preto torre · f8 preto torre · g8 preto rei · a7 preto peão · b7 preto peão · e7 preto peão · f7 preto peão · h7 preto peão · e6 preto bispo · f6 preto bispo · g6 preto peão · f3 branco peão · a2 branco peão · b2 branco peão · c2 branco peão · g2 branco peão · h2 branco peão · b1 branco rei · d1 branco rainha · f1 branco bispo · h1 branco torre | a8 preto torre · f8 preto torre · g8 preto rei · a7 preto peão · b7 preto peão · e7 preto peão · f7 preto peão · h7 preto peão · e6 preto bispo · f6 preto bispo · g6 preto peão · f3 branco peão · a2 branco peão · b2 branco peão · c2 branco peão · g2 branco peão · h2 branco peão · b1 branco rei · d1 branco rainha · f1 branco bispo · h1 branco torre | a8 preto torre · f8 preto torre · g8 preto rei · a7 preto peão · b7 preto peão · e7 preto peão · f7 preto peão · h7 preto peão · e6 preto bispo · f6 preto bispo · g6 preto peão · f3 branco peão · a2 branco peão · b2 branco peão · c2 branco peão · g2 branco peão · h2 branco peão · b1 branco rei · d1 branco rainha · f1 branco bispo · h1 branco torre | a8 preto torre · f8 preto torre · g8 preto rei · a7 preto peão · b7 preto peão · e7 preto peão · f7 preto peão · h7 preto peão · e6 preto bispo · f6 preto bispo · g6 preto peão · f3 branco peão · a2 branco peão · b2 branco peão · c2 branco peão · g2 branco peão · h2 branco peão · b1 branco rei · d1 branco rainha · f1 branco bispo · h1 branco torre | a8 preto torre · f8 preto torre · g8 preto rei · a7 preto peão · b7 preto peão · e7 preto peão · f7 preto peão · h7 preto peão · e6 preto bispo · f6 preto bispo · g6 preto peão · f3 branco peão · a2 branco peão · b2 branco peão · c2 branco peão · g2 branco peão · h2 branco peão · b1 branco rei · d1 branco rainha · f1 branco bispo · h1 branco torre | 7 |
| 6 | a8 preto torre · f8 preto torre · g8 preto rei · a7 preto peão · b7 preto peão · e7 preto peão · f7 preto peão · h7 preto peão · e6 preto bispo · f6 preto bispo · g6 preto peão · f3 branco peão · a2 branco peão · b2 branco peão · c2 branco peão · g2 branco peão · h2 branco peão · b1 branco rei · d1 branco rainha · f1 branco bispo · h1 branco torre | a8 preto torre · f8 preto torre · g8 preto rei · a7 preto peão · b7 preto peão · e7 preto peão · f7 preto peão · h7 preto peão · e6 preto bispo · f6 preto bispo · g6 preto peão · f3 branco peão · a2 branco peão · b2 branco peão · c2 branco peão · g2 branco peão · h2 branco peão · b1 branco rei · d1 branco rainha · f1 branco bispo · h1 branco torre | a8 preto torre · f8 preto torre · g8 preto rei · a7 preto peão · b7 preto peão · e7 preto peão · f7 preto peão · h7 preto peão · e6 preto bispo · f6 preto bispo · g6 preto peão · f3 branco peão · a2 branco peão · b2 branco peão · c2 branco peão · g2 branco peão · h2 branco peão · b1 branco rei · d1 branco rainha · f1 branco bispo · h1 branco torre | a8 preto torre · f8 preto torre · g8 preto rei · a7 preto peão · b7 preto peão · e7 preto peão · f7 preto peão · h7 preto peão · e6 preto bispo · f6 preto bispo · g6 preto peão · f3 branco peão · a2 branco peão · b2 branco peão · c2 branco peão · g2 branco peão · h2 branco peão · b1 branco rei · d1 branco rainha · f1 branco bispo · h1 branco torre | a8 preto torre · f8 preto torre · g8 preto rei · a7 preto peão · b7 preto peão · e7 preto peão · f7 preto peão · h7 preto peão · e6 preto bispo · f6 preto bispo · g6 preto peão · f3 branco peão · a2 branco peão · b2 branco peão · c2 branco peão · g2 branco peão · h2 branco peão · b1 branco rei · d1 branco rainha · f1 branco bispo · h1 branco torre | a8 preto torre · f8 preto torre · g8 preto rei · a7 preto peão · b7 preto peão · e7 preto peão · f7 preto peão · h7 preto peão · e6 preto bispo · f6 preto bispo · g6 preto peão · f3 branco peão · a2 branco peão · b2 branco peão · c2 branco peão · g2 branco peão · h2 branco peão · b1 branco rei · d1 branco rainha · f1 branco bispo · h1 branco torre | a8 preto torre · f8 preto torre · g8 preto rei · a7 preto peão · b7 preto peão · e7 preto peão · f7 preto peão · h7 preto peão · e6 preto bispo · f6 preto bispo · g6 preto peão · f3 branco peão · a2 branco peão · b2 branco peão · c2 branco peão · g2 branco peão · h2 branco peão · b1 branco rei · d1 branco rainha · f1 branco bispo · h1 branco torre | a8 preto torre · f8 preto torre · g8 preto rei · a7 preto peão · b7 preto peão · e7 preto peão · f7 preto peão · h7 preto peão · e6 preto bispo · f6 preto bispo · g6 preto peão · f3 branco peão · a2 branco peão · b2 branco peão · c2 branco peão · g2 branco peão · h2 branco peão · b1 branco rei · d1 branco rainha · f1 branco bispo · h1 branco torre | 6 |
| 5 | a8 preto torre · f8 preto torre · g8 preto rei · a7 preto peão · b7 preto peão · e7 preto peão · f7 preto peão · h7 preto peão · e6 preto bispo · f6 preto bispo · g6 preto peão · f3 branco peão · a2 branco peão · b2 branco peão · c2 branco peão · g2 branco peão · h2 branco peão · b1 branco rei · d1 branco rainha · f1 branco bispo · h1 branco torre | a8 preto torre · f8 preto torre · g8 preto rei · a7 preto peão · b7 preto peão · e7 preto peão · f7 preto peão · h7 preto peão · e6 preto bispo · f6 preto bispo · g6 preto peão · f3 branco peão · a2 branco peão · b2 branco peão · c2 branco peão · g2 branco peão · h2 branco peão · b1 branco rei · d1 branco rainha · f1 branco bispo · h1 branco torre | a8 preto torre · f8 preto torre · g8 preto rei · a7 preto peão · b7 preto peão · e7 preto peão · f7 preto peão · h7 preto peão · e6 preto bispo · f6 preto bispo · g6 preto peão · f3 branco peão · a2 branco peão · b2 branco peão · c2 branco peão · g2 branco peão · h2 branco peão · b1 branco rei · d1 branco rainha · f1 branco bispo · h1 branco torre | a8 preto torre · f8 preto torre · g8 preto rei · a7 preto peão · b7 preto peão · e7 preto peão · f7 preto peão · h7 preto peão · e6 preto bispo · f6 preto bispo · g6 preto peão · f3 branco peão · a2 branco peão · b2 branco peão · c2 branco peão · g2 branco peão · h2 branco peão · b1 branco rei · d1 branco rainha · f1 branco bispo · h1 branco torre | a8 preto torre · f8 preto torre · g8 preto rei · a7 preto peão · b7 preto peão · e7 preto peão · f7 preto peão · h7 preto peão · e6 preto bispo · f6 preto bispo · g6 preto peão · f3 branco peão · a2 branco peão · b2 branco peão · c2 branco peão · g2 branco peão · h2 branco peão · b1 branco rei · d1 branco rainha · f1 branco bispo · h1 branco torre | a8 preto torre · f8 preto torre · g8 preto rei · a7 preto peão · b7 preto peão · e7 preto peão · f7 preto peão · h7 preto peão · e6 preto bispo · f6 preto bispo · g6 preto peão · f3 branco peão · a2 branco peão · b2 branco peão · c2 branco peão · g2 branco peão · h2 branco peão · b1 branco rei · d1 branco rainha · f1 branco bispo · h1 branco torre | a8 preto torre · f8 preto torre · g8 preto rei · a7 preto peão · b7 preto peão · e7 preto peão · f7 preto peão · h7 preto peão · e6 preto bispo · f6 preto bispo · g6 preto peão · f3 branco peão · a2 branco peão · b2 branco peão · c2 branco peão · g2 branco peão · h2 branco peão · b1 branco rei · d1 branco rainha · f1 branco bispo · h1 branco torre | a8 preto torre · f8 preto torre · g8 preto rei · a7 preto peão · b7 preto peão · e7 preto peão · f7 preto peão · h7 preto peão · e6 preto bispo · f6 preto bispo · g6 preto peão · f3 branco peão · a2 branco peão · b2 branco peão · c2 branco peão · g2 branco peão · h2 branco peão · b1 branco rei · d1 branco rainha · f1 branco bispo · h1 branco torre | 5 |
| 4 | a8 preto torre · f8 preto torre · g8 preto rei · a7 preto peão · b7 preto peão · e7 preto peão · f7 preto peão · h7 preto peão · e6 preto bispo · f6 preto bispo · g6 preto peão · f3 branco peão · a2 branco peão · b2 branco peão · c2 branco peão · g2 branco peão · h2 branco peão · b1 branco rei · d1 branco rainha · f1 branco bispo · h1 branco torre | a8 preto torre · f8 preto torre · g8 preto rei · a7 preto peão · b7 preto peão · e7 preto peão · f7 preto peão · h7 preto peão · e6 preto bispo · f6 preto bispo · g6 preto peão · f3 branco peão · a2 branco peão · b2 branco peão · c2 branco peão · g2 branco peão · h2 branco peão · b1 branco rei · d1 branco rainha · f1 branco bispo · h1 branco torre | a8 preto torre · f8 preto torre · g8 preto rei · a7 preto peão · b7 preto peão · e7 preto peão · f7 preto peão · h7 preto peão · e6 preto bispo · f6 preto bispo · g6 preto peão · f3 branco peão · a2 branco peão · b2 branco peão · c2 branco peão · g2 branco peão · h2 branco peão · b1 branco rei · d1 branco rainha · f1 branco bispo · h1 branco torre | a8 preto torre · f8 preto torre · g8 preto rei · a7 preto peão · b7 preto peão · e7 preto peão · f7 preto peão · h7 preto peão · e6 preto bispo · f6 preto bispo · g6 preto peão · f3 branco peão · a2 branco peão · b2 branco peão · c2 branco peão · g2 branco peão · h2 branco peão · b1 branco rei · d1 branco rainha · f1 branco bispo · h1 branco torre | a8 preto torre · f8 preto torre · g8 preto rei · a7 preto peão · b7 preto peão · e7 preto peão · f7 preto peão · h7 preto peão · e6 preto bispo · f6 preto bispo · g6 preto peão · f3 branco peão · a2 branco peão · b2 branco peão · c2 branco peão · g2 branco peão · h2 branco peão · b1 branco rei · d1 branco rainha · f1 branco bispo · h1 branco torre | a8 preto torre · f8 preto torre · g8 preto rei · a7 preto peão · b7 preto peão · e7 preto peão · f7 preto peão · h7 preto peão · e6 preto bispo · f6 preto bispo · g6 preto peão · f3 branco peão · a2 branco peão · b2 branco peão · c2 branco peão · g2 branco peão · h2 branco peão · b1 branco rei · d1 branco rainha · f1 branco bispo · h1 branco torre | a8 preto torre · f8 preto torre · g8 preto rei · a7 preto peão · b7 preto peão · e7 preto peão · f7 preto peão · h7 preto peão · e6 preto bispo · f6 preto bispo · g6 preto peão · f3 branco peão · a2 branco peão · b2 branco peão · c2 branco peão · g2 branco peão · h2 branco peão · b1 branco rei · d1 branco rainha · f1 branco bispo · h1 branco torre | a8 preto torre · f8 preto torre · g8 preto rei · a7 preto peão · b7 preto peão · e7 preto peão · f7 preto peão · h7 preto peão · e6 preto bispo · f6 preto bispo · g6 preto peão · f3 branco peão · a2 branco peão · b2 branco peão · c2 branco peão · g2 branco peão · h2 branco peão · b1 branco rei · d1 branco rainha · f1 branco bispo · h1 branco torre | 4 |
| 3 | a8 preto torre · f8 preto torre · g8 preto rei · a7 preto peão · b7 preto peão · e7 preto peão · f7 preto peão · h7 preto peão · e6 preto bispo · f6 preto bispo · g6 preto peão · f3 branco peão · a2 branco peão · b2 branco peão · c2 branco peão · g2 branco peão · h2 branco peão · b1 branco rei · d1 branco rainha · f1 branco bispo · h1 branco torre | a8 preto torre · f8 preto torre · g8 preto rei · a7 preto peão · b7 preto peão · e7 preto peão · f7 preto peão · h7 preto peão · e6 preto bispo · f6 preto bispo · g6 preto peão · f3 branco peão · a2 branco peão · b2 branco peão · c2 branco peão · g2 branco peão · h2 branco peão · b1 branco rei · d1 branco rainha · f1 branco bispo · h1 branco torre | a8 preto torre · f8 preto torre · g8 preto rei · a7 preto peão · b7 preto peão · e7 preto peão · f7 preto peão · h7 preto peão · e6 preto bispo · f6 preto bispo · g6 preto peão · f3 branco peão · a2 branco peão · b2 branco peão · c2 branco peão · g2 branco peão · h2 branco peão · b1 branco rei · d1 branco rainha · f1 branco bispo · h1 branco torre | a8 preto torre · f8 preto torre · g8 preto rei · a7 preto peão · b7 preto peão · e7 preto peão · f7 preto peão · h7 preto peão · e6 preto bispo · f6 preto bispo · g6 preto peão · f3 branco peão · a2 branco peão · b2 branco peão · c2 branco peão · g2 branco peão · h2 branco peão · b1 branco rei · d1 branco rainha · f1 branco bispo · h1 branco torre | a8 preto torre · f8 preto torre · g8 preto rei · a7 preto peão · b7 preto peão · e7 preto peão · f7 preto peão · h7 preto peão · e6 preto bispo · f6 preto bispo · g6 preto peão · f3 branco peão · a2 branco peão · b2 branco peão · c2 branco peão · g2 branco peão · h2 branco peão · b1 branco rei · d1 branco rainha · f1 branco bispo · h1 branco torre | a8 preto torre · f8 preto torre · g8 preto rei · a7 preto peão · b7 preto peão · e7 preto peão · f7 preto peão · h7 preto peão · e6 preto bispo · f6 preto bispo · g6 preto peão · f3 branco peão · a2 branco peão · b2 branco peão · c2 branco peão · g2 branco peão · h2 branco peão · b1 branco rei · d1 branco rainha · f1 branco bispo · h1 branco torre | a8 preto torre · f8 preto torre · g8 preto rei · a7 preto peão · b7 preto peão · e7 preto peão · f7 preto peão · h7 preto peão · e6 preto bispo · f6 preto bispo · g6 preto peão · f3 branco peão · a2 branco peão · b2 branco peão · c2 branco peão · g2 branco peão · h2 branco peão · b1 branco rei · d1 branco rainha · f1 branco bispo · h1 branco torre | a8 preto torre · f8 preto torre · g8 preto rei · a7 preto peão · b7 preto peão · e7 preto peão · f7 preto peão · h7 preto peão · e6 preto bispo · f6 preto bispo · g6 preto peão · f3 branco peão · a2 branco peão · b2 branco peão · c2 branco peão · g2 branco peão · h2 branco peão · b1 branco rei · d1 branco rainha · f1 branco bispo · h1 branco torre | 3 |
| 2 | a8 preto torre · f8 preto torre · g8 preto rei · a7 preto peão · b7 preto peão · e7 preto peão · f7 preto peão · h7 preto peão · e6 preto bispo · f6 preto bispo · g6 preto peão · f3 branco peão · a2 branco peão · b2 branco peão · c2 branco peão · g2 branco peão · h2 branco peão · b1 branco rei · d1 branco rainha · f1 branco bispo · h1 branco torre | a8 preto torre · f8 preto torre · g8 preto rei · a7 preto peão · b7 preto peão · e7 preto peão · f7 preto peão · h7 preto peão · e6 preto bispo · f6 preto bispo · g6 preto peão · f3 branco peão · a2 branco peão · b2 branco peão · c2 branco peão · g2 branco peão · h2 branco peão · b1 branco rei · d1 branco rainha · f1 branco bispo · h1 branco torre | a8 preto torre · f8 preto torre · g8 preto rei · a7 preto peão · b7 preto peão · e7 preto peão · f7 preto peão · h7 preto peão · e6 preto bispo · f6 preto bispo · g6 preto peão · f3 branco peão · a2 branco peão · b2 branco peão · c2 branco peão · g2 branco peão · h2 branco peão · b1 branco rei · d1 branco rainha · f1 branco bispo · h1 branco torre | a8 preto torre · f8 preto torre · g8 preto rei · a7 preto peão · b7 preto peão · e7 preto peão · f7 preto peão · h7 preto peão · e6 preto bispo · f6 preto bispo · g6 preto peão · f3 branco peão · a2 branco peão · b2 branco peão · c2 branco peão · g2 branco peão · h2 branco peão · b1 branco rei · d1 branco rainha · f1 branco bispo · h1 branco torre | a8 preto torre · f8 preto torre · g8 preto rei · a7 preto peão · b7 preto peão · e7 preto peão · f7 preto peão · h7 preto peão · e6 preto bispo · f6 preto bispo · g6 preto peão · f3 branco peão · a2 branco peão · b2 branco peão · c2 branco peão · g2 branco peão · h2 branco peão · b1 branco rei · d1 branco rainha · f1 branco bispo · h1 branco torre | a8 preto torre · f8 preto torre · g8 preto rei · a7 preto peão · b7 preto peão · e7 preto peão · f7 preto peão · h7 preto peão · e6 preto bispo · f6 preto bispo · g6 preto peão · f3 branco peão · a2 branco peão · b2 branco peão · c2 branco peão · g2 branco peão · h2 branco peão · b1 branco rei · d1 branco rainha · f1 branco bispo · h1 branco torre | a8 preto torre · f8 preto torre · g8 preto rei · a7 preto peão · b7 preto peão · e7 preto peão · f7 preto peão · h7 preto peão · e6 preto bispo · f6 preto bispo · g6 preto peão · f3 branco peão · a2 branco peão · b2 branco peão · c2 branco peão · g2 branco peão · h2 branco peão · b1 branco rei · d1 branco rainha · f1 branco bispo · h1 branco torre | a8 preto torre · f8 preto torre · g8 preto rei · a7 preto peão · b7 preto peão · e7 preto peão · f7 preto peão · h7 preto peão · e6 preto bispo · f6 preto bispo · g6 preto peão · f3 branco peão · a2 branco peão · b2 branco peão · c2 branco peão · g2 branco peão · h2 branco peão · b1 branco rei · d1 branco rainha · f1 branco bispo · h1 branco torre | 2 |
| 1 | a8 preto torre · f8 preto torre · g8 preto rei · a7 preto peão · b7 preto peão · e7 preto peão · f7 preto peão · h7 preto peão · e6 preto bispo · f6 preto bispo · g6 preto peão · f3 branco peão · a2 branco peão · b2 branco peão · c2 branco peão · g2 branco peão · h2 branco peão · b1 branco rei · d1 branco rainha · f1 branco bispo · h1 branco torre | a8 preto torre · f8 preto torre · g8 preto rei · a7 preto peão · b7 preto peão · e7 preto peão · f7 preto peão · h7 preto peão · e6 preto bispo · f6 preto bispo · g6 preto peão · f3 branco peão · a2 branco peão · b2 branco peão · c2 branco peão · g2 branco peão · h2 branco peão · b1 branco rei · d1 branco rainha · f1 branco bispo · h1 branco torre | a8 preto torre · f8 preto torre · g8 preto rei · a7 preto peão · b7 preto peão · e7 preto peão · f7 preto peão · h7 preto peão · e6 preto bispo · f6 preto bispo · g6 preto peão · f3 branco peão · a2 branco peão · b2 branco peão · c2 branco peão · g2 branco peão · h2 branco peão · b1 branco rei · d1 branco rainha · f1 branco bispo · h1 branco torre | a8 preto torre · f8 preto torre · g8 preto rei · a7 preto peão · b7 preto peão · e7 preto peão · f7 preto peão · h7 preto peão · e6 preto bispo · f6 preto bispo · g6 preto peão · f3 branco peão · a2 branco peão · b2 branco peão · c2 branco peão · g2 branco peão · h2 branco peão · b1 branco rei · d1 branco rainha · f1 branco bispo · h1 branco torre | a8 preto torre · f8 preto torre · g8 preto rei · a7 preto peão · b7 preto peão · e7 preto peão · f7 preto peão · h7 preto peão · e6 preto bispo · f6 preto bispo · g6 preto peão · f3 branco peão · a2 branco peão · b2 branco peão · c2 branco peão · g2 branco peão · h2 branco peão · b1 branco rei · d1 branco rainha · f1 branco bispo · h1 branco torre | a8 preto torre · f8 preto torre · g8 preto rei · a7 preto peão · b7 preto peão · e7 preto peão · f7 preto peão · h7 preto peão · e6 preto bispo · f6 preto bispo · g6 preto peão · f3 branco peão · a2 branco peão · b2 branco peão · c2 branco peão · g2 branco peão · h2 branco peão · b1 branco rei · d1 branco rainha · f1 branco bispo · h1 branco torre | a8 preto torre · f8 preto torre · g8 preto rei · a7 preto peão · b7 preto peão · e7 preto peão · f7 preto peão · h7 preto peão · e6 preto bispo · f6 preto bispo · g6 preto peão · f3 branco peão · a2 branco peão · b2 branco peão · c2 branco peão · g2 branco peão · h2 branco peão · b1 branco rei · d1 branco rainha · f1 branco bispo · h1 branco torre | a8 preto torre · f8 preto torre · g8 preto rei · a7 preto peão · b7 preto peão · e7 preto peão · f7 preto peão · h7 preto peão · e6 preto bispo · f6 preto bispo · g6 preto peão · f3 branco peão · a2 branco peão · b2 branco peão · c2 branco peão · g2 branco peão · h2 branco peão · b1 branco rei · d1 branco rainha · f1 branco bispo · h1 branco torre | 1 |
|   | a | b | c | d | e | f | g | h |   |

Depois de anos de jogadores acreditando que a melhor jogada e chance de vantagem das Brancas estava na linha principal com 9. Bc4, esta linha principal mais antiga fez um grande retorno. As brancas omitem Bc4 para acelerar o ataque. Costumava-se pensar que permitir 9...d5 aqui permite que as pretas igualem facilmente, mas análises e jogadas posteriores provaram que as coisas não são tão claras. De fato, recentemente as pretas passaram por um momento de dificuldade na linha 9...d5 diante de uma ideia de Ivanchuk que parecia dar vantagem às brancas. Alguns jogadores negros começaram a experimentar o 9. . . Bd7 e 9. . . Cxd4. Uma ideia brilhante encontrada para as brancas logo é derrubada por algum novo recurso para as pretas. Um exemplo é a seguinte linha onde a avaliação de uma linha principal foi virada de cabeça para baixo de repente, por causa do sacrifício de uma Dama - Golubev credita a "J. Diaz" e a si mesmo por descobri-la independentemente em 1996: 9. 0-0-0 d5!? 10. Rb1! ? Cxd4 11. e5! Cf5! 12. exf6 Bxf6 13. Cxd5 Dxd5! 14. Dxd5 Cxe3 15. Dd3 Cxd1 16. Dxd1 Be6! , onde as pretas têm compensação quase suficiente para a Dama.

### Ataque Iugoslavo com 9. Bc4
O propósito de 9. Bc4 é para evitar que as pretas joguem o lance de libertação ...d6–d5. As variantes resultantes deste movimento são notórias por terem sido fortemente analisadas. Além de cobrir d5, o bispo de casas claras das brancas ajuda a cobrir a ala da dama branca e controla a diagonal a2–g8 que leva ao Rei preto. No entanto, o bispo está exposto em c4 a um ataque de uma Torre em c8 e geralmente tem que recuar para b3, dando às pretas mais tempo para organizar seu ataque. Comum nesta linha é um sacrifício de troca em c3 pelas pretas para quebrar os peões brancos da ala da Dama, e sacrifícios para abrir a longa diagonal para o Bispo preto em g7 também são comuns. Um exemplo de ambas as ideias é a linha 9. Bc4 Bd7 10. 0-0-0 Tc8 11. Bb3 Ce5 12. h4 Cc4 13. Bxc4 Txc4 14. h5 Cxh5 15. g4 Cf6 16. Bh6 Cxe4! 17. De3 Txc3! .
|   | a | b | c | d | e | f | g | h |   |
| 8 | c8 preto torre · d8 preto rainha · f8 preto torre · g8 preto rei · a7 preto peão · b7 preto peão · d7 preto bispo · e7 preto peão · f7 preto peão · g7 preto bispo · d6 preto peão · f6 preto cavalo · g6 preto peão · e5 preto cavalo · h5 preto peão · d4 branco cavalo · e4 branco peão · h4 branco peão · b3 branco bispo · c3 branco cavalo · e3 branco bispo · f3 branco peão · a2 branco peão · b2 branco peão · c2 branco peão · d2 branco rainha · g2 branco peão · c1 branco rei · d1 branco torre · h1 branco torre | c8 preto torre · d8 preto rainha · f8 preto torre · g8 preto rei · a7 preto peão · b7 preto peão · d7 preto bispo · e7 preto peão · f7 preto peão · g7 preto bispo · d6 preto peão · f6 preto cavalo · g6 preto peão · e5 preto cavalo · h5 preto peão · d4 branco cavalo · e4 branco peão · h4 branco peão · b3 branco bispo · c3 branco cavalo · e3 branco bispo · f3 branco peão · a2 branco peão · b2 branco peão · c2 branco peão · d2 branco rainha · g2 branco peão · c1 branco rei · d1 branco torre · h1 branco torre | c8 preto torre · d8 preto rainha · f8 preto torre · g8 preto rei · a7 preto peão · b7 preto peão · d7 preto bispo · e7 preto peão · f7 preto peão · g7 preto bispo · d6 preto peão · f6 preto cavalo · g6 preto peão · e5 preto cavalo · h5 preto peão · d4 branco cavalo · e4 branco peão · h4 branco peão · b3 branco bispo · c3 branco cavalo · e3 branco bispo · f3 branco peão · a2 branco peão · b2 branco peão · c2 branco peão · d2 branco rainha · g2 branco peão · c1 branco rei · d1 branco torre · h1 branco torre | c8 preto torre · d8 preto rainha · f8 preto torre · g8 preto rei · a7 preto peão · b7 preto peão · d7 preto bispo · e7 preto peão · f7 preto peão · g7 preto bispo · d6 preto peão · f6 preto cavalo · g6 preto peão · e5 preto cavalo · h5 preto peão · d4 branco cavalo · e4 branco peão · h4 branco peão · b3 branco bispo · c3 branco cavalo · e3 branco bispo · f3 branco peão · a2 branco peão · b2 branco peão · c2 branco peão · d2 branco rainha · g2 branco peão · c1 branco rei · d1 branco torre · h1 branco torre | c8 preto torre · d8 preto rainha · f8 preto torre · g8 preto rei · a7 preto peão · b7 preto peão · d7 preto bispo · e7 preto peão · f7 preto peão · g7 preto bispo · d6 preto peão · f6 preto cavalo · g6 preto peão · e5 preto cavalo · h5 preto peão · d4 branco cavalo · e4 branco peão · h4 branco peão · b3 branco bispo · c3 branco cavalo · e3 branco bispo · f3 branco peão · a2 branco peão · b2 branco peão · c2 branco peão · d2 branco rainha · g2 branco peão · c1 branco rei · d1 branco torre · h1 branco torre | c8 preto torre · d8 preto rainha · f8 preto torre · g8 preto rei · a7 preto peão · b7 preto peão · d7 preto bispo · e7 preto peão · f7 preto peão · g7 preto bispo · d6 preto peão · f6 preto cavalo · g6 preto peão · e5 preto cavalo · h5 preto peão · d4 branco cavalo · e4 branco peão · h4 branco peão · b3 branco bispo · c3 branco cavalo · e3 branco bispo · f3 branco peão · a2 branco peão · b2 branco peão · c2 branco peão · d2 branco rainha · g2 branco peão · c1 branco rei · d1 branco torre · h1 branco torre | c8 preto torre · d8 preto rainha · f8 preto torre · g8 preto rei · a7 preto peão · b7 preto peão · d7 preto bispo · e7 preto peão · f7 preto peão · g7 preto bispo · d6 preto peão · f6 preto cavalo · g6 preto peão · e5 preto cavalo · h5 preto peão · d4 branco cavalo · e4 branco peão · h4 branco peão · b3 branco bispo · c3 branco cavalo · e3 branco bispo · f3 branco peão · a2 branco peão · b2 branco peão · c2 branco peão · d2 branco rainha · g2 branco peão · c1 branco rei · d1 branco torre · h1 branco torre | c8 preto torre · d8 preto rainha · f8 preto torre · g8 preto rei · a7 preto peão · b7 preto peão · d7 preto bispo · e7 preto peão · f7 preto peão · g7 preto bispo · d6 preto peão · f6 preto cavalo · g6 preto peão · e5 preto cavalo · h5 preto peão · d4 branco cavalo · e4 branco peão · h4 branco peão · b3 branco bispo · c3 branco cavalo · e3 branco bispo · f3 branco peão · a2 branco peão · b2 branco peão · c2 branco peão · d2 branco rainha · g2 branco peão · c1 branco rei · d1 branco torre · h1 branco torre | 8 |
| 7 | c8 preto torre · d8 preto rainha · f8 preto torre · g8 preto rei · a7 preto peão · b7 preto peão · d7 preto bispo · e7 preto peão · f7 preto peão · g7 preto bispo · d6 preto peão · f6 preto cavalo · g6 preto peão · e5 preto cavalo · h5 preto peão · d4 branco cavalo · e4 branco peão · h4 branco peão · b3 branco bispo · c3 branco cavalo · e3 branco bispo · f3 branco peão · a2 branco peão · b2 branco peão · c2 branco peão · d2 branco rainha · g2 branco peão · c1 branco rei · d1 branco torre · h1 branco torre | c8 preto torre · d8 preto rainha · f8 preto torre · g8 preto rei · a7 preto peão · b7 preto peão · d7 preto bispo · e7 preto peão · f7 preto peão · g7 preto bispo · d6 preto peão · f6 preto cavalo · g6 preto peão · e5 preto cavalo · h5 preto peão · d4 branco cavalo · e4 branco peão · h4 branco peão · b3 branco bispo · c3 branco cavalo · e3 branco bispo · f3 branco peão · a2 branco peão · b2 branco peão · c2 branco peão · d2 branco rainha · g2 branco peão · c1 branco rei · d1 branco torre · h1 branco torre | c8 preto torre · d8 preto rainha · f8 preto torre · g8 preto rei · a7 preto peão · b7 preto peão · d7 preto bispo · e7 preto peão · f7 preto peão · g7 preto bispo · d6 preto peão · f6 preto cavalo · g6 preto peão · e5 preto cavalo · h5 preto peão · d4 branco cavalo · e4 branco peão · h4 branco peão · b3 branco bispo · c3 branco cavalo · e3 branco bispo · f3 branco peão · a2 branco peão · b2 branco peão · c2 branco peão · d2 branco rainha · g2 branco peão · c1 branco rei · d1 branco torre · h1 branco torre | c8 preto torre · d8 preto rainha · f8 preto torre · g8 preto rei · a7 preto peão · b7 preto peão · d7 preto bispo · e7 preto peão · f7 preto peão · g7 preto bispo · d6 preto peão · f6 preto cavalo · g6 preto peão · e5 preto cavalo · h5 preto peão · d4 branco cavalo · e4 branco peão · h4 branco peão · b3 branco bispo · c3 branco cavalo · e3 branco bispo · f3 branco peão · a2 branco peão · b2 branco peão · c2 branco peão · d2 branco rainha · g2 branco peão · c1 branco rei · d1 branco torre · h1 branco torre | c8 preto torre · d8 preto rainha · f8 preto torre · g8 preto rei · a7 preto peão · b7 preto peão · d7 preto bispo · e7 preto peão · f7 preto peão · g7 preto bispo · d6 preto peão · f6 preto cavalo · g6 preto peão · e5 preto cavalo · h5 preto peão · d4 branco cavalo · e4 branco peão · h4 branco peão · b3 branco bispo · c3 branco cavalo · e3 branco bispo · f3 branco peão · a2 branco peão · b2 branco peão · c2 branco peão · d2 branco rainha · g2 branco peão · c1 branco rei · d1 branco torre · h1 branco torre | c8 preto torre · d8 preto rainha · f8 preto torre · g8 preto rei · a7 preto peão · b7 preto peão · d7 preto bispo · e7 preto peão · f7 preto peão · g7 preto bispo · d6 preto peão · f6 preto cavalo · g6 preto peão · e5 preto cavalo · h5 preto peão · d4 branco cavalo · e4 branco peão · h4 branco peão · b3 branco bispo · c3 branco cavalo · e3 branco bispo · f3 branco peão · a2 branco peão · b2 branco peão · c2 branco peão · d2 branco rainha · g2 branco peão · c1 branco rei · d1 branco torre · h1 branco torre | c8 preto torre · d8 preto rainha · f8 preto torre · g8 preto rei · a7 preto peão · b7 preto peão · d7 preto bispo · e7 preto peão · f7 preto peão · g7 preto bispo · d6 preto peão · f6 preto cavalo · g6 preto peão · e5 preto cavalo · h5 preto peão · d4 branco cavalo · e4 branco peão · h4 branco peão · b3 branco bispo · c3 branco cavalo · e3 branco bispo · f3 branco peão · a2 branco peão · b2 branco peão · c2 branco peão · d2 branco rainha · g2 branco peão · c1 branco rei · d1 branco torre · h1 branco torre | c8 preto torre · d8 preto rainha · f8 preto torre · g8 preto rei · a7 preto peão · b7 preto peão · d7 preto bispo · e7 preto peão · f7 preto peão · g7 preto bispo · d6 preto peão · f6 preto cavalo · g6 preto peão · e5 preto cavalo · h5 preto peão · d4 branco cavalo · e4 branco peão · h4 branco peão · b3 branco bispo · c3 branco cavalo · e3 branco bispo · f3 branco peão · a2 branco peão · b2 branco peão · c2 branco peão · d2 branco rainha · g2 branco peão · c1 branco rei · d1 branco torre · h1 branco torre | 7 |
| 6 | c8 preto torre · d8 preto rainha · f8 preto torre · g8 preto rei · a7 preto peão · b7 preto peão · d7 preto bispo · e7 preto peão · f7 preto peão · g7 preto bispo · d6 preto peão · f6 preto cavalo · g6 preto peão · e5 preto cavalo · h5 preto peão · d4 branco cavalo · e4 branco peão · h4 branco peão · b3 branco bispo · c3 branco cavalo · e3 branco bispo · f3 branco peão · a2 branco peão · b2 branco peão · c2 branco peão · d2 branco rainha · g2 branco peão · c1 branco rei · d1 branco torre · h1 branco torre | c8 preto torre · d8 preto rainha · f8 preto torre · g8 preto rei · a7 preto peão · b7 preto peão · d7 preto bispo · e7 preto peão · f7 preto peão · g7 preto bispo · d6 preto peão · f6 preto cavalo · g6 preto peão · e5 preto cavalo · h5 preto peão · d4 branco cavalo · e4 branco peão · h4 branco peão · b3 branco bispo · c3 branco cavalo · e3 branco bispo · f3 branco peão · a2 branco peão · b2 branco peão · c2 branco peão · d2 branco rainha · g2 branco peão · c1 branco rei · d1 branco torre · h1 branco torre | c8 preto torre · d8 preto rainha · f8 preto torre · g8 preto rei · a7 preto peão · b7 preto peão · d7 preto bispo · e7 preto peão · f7 preto peão · g7 preto bispo · d6 preto peão · f6 preto cavalo · g6 preto peão · e5 preto cavalo · h5 preto peão · d4 branco cavalo · e4 branco peão · h4 branco peão · b3 branco bispo · c3 branco cavalo · e3 branco bispo · f3 branco peão · a2 branco peão · b2 branco peão · c2 branco peão · d2 branco rainha · g2 branco peão · c1 branco rei · d1 branco torre · h1 branco torre | c8 preto torre · d8 preto rainha · f8 preto torre · g8 preto rei · a7 preto peão · b7 preto peão · d7 preto bispo · e7 preto peão · f7 preto peão · g7 preto bispo · d6 preto peão · f6 preto cavalo · g6 preto peão · e5 preto cavalo · h5 preto peão · d4 branco cavalo · e4 branco peão · h4 branco peão · b3 branco bispo · c3 branco cavalo · e3 branco bispo · f3 branco peão · a2 branco peão · b2 branco peão · c2 branco peão · d2 branco rainha · g2 branco peão · c1 branco rei · d1 branco torre · h1 branco torre | c8 preto torre · d8 preto rainha · f8 preto torre · g8 preto rei · a7 preto peão · b7 preto peão · d7 preto bispo · e7 preto peão · f7 preto peão · g7 preto bispo · d6 preto peão · f6 preto cavalo · g6 preto peão · e5 preto cavalo · h5 preto peão · d4 branco cavalo · e4 branco peão · h4 branco peão · b3 branco bispo · c3 branco cavalo · e3 branco bispo · f3 branco peão · a2 branco peão · b2 branco peão · c2 branco peão · d2 branco rainha · g2 branco peão · c1 branco rei · d1 branco torre · h1 branco torre | c8 preto torre · d8 preto rainha · f8 preto torre · g8 preto rei · a7 preto peão · b7 preto peão · d7 preto bispo · e7 preto peão · f7 preto peão · g7 preto bispo · d6 preto peão · f6 preto cavalo · g6 preto peão · e5 preto cavalo · h5 preto peão · d4 branco cavalo · e4 branco peão · h4 branco peão · b3 branco bispo · c3 branco cavalo · e3 branco bispo · f3 branco peão · a2 branco peão · b2 branco peão · c2 branco peão · d2 branco rainha · g2 branco peão · c1 branco rei · d1 branco torre · h1 branco torre | c8 preto torre · d8 preto rainha · f8 preto torre · g8 preto rei · a7 preto peão · b7 preto peão · d7 preto bispo · e7 preto peão · f7 preto peão · g7 preto bispo · d6 preto peão · f6 preto cavalo · g6 preto peão · e5 preto cavalo · h5 preto peão · d4 branco cavalo · e4 branco peão · h4 branco peão · b3 branco bispo · c3 branco cavalo · e3 branco bispo · f3 branco peão · a2 branco peão · b2 branco peão · c2 branco peão · d2 branco rainha · g2 branco peão · c1 branco rei · d1 branco torre · h1 branco torre | c8 preto torre · d8 preto rainha · f8 preto torre · g8 preto rei · a7 preto peão · b7 preto peão · d7 preto bispo · e7 preto peão · f7 preto peão · g7 preto bispo · d6 preto peão · f6 preto cavalo · g6 preto peão · e5 preto cavalo · h5 preto peão · d4 branco cavalo · e4 branco peão · h4 branco peão · b3 branco bispo · c3 branco cavalo · e3 branco bispo · f3 branco peão · a2 branco peão · b2 branco peão · c2 branco peão · d2 branco rainha · g2 branco peão · c1 branco rei · d1 branco torre · h1 branco torre | 6 |
| 5 | c8 preto torre · d8 preto rainha · f8 preto torre · g8 preto rei · a7 preto peão · b7 preto peão · d7 preto bispo · e7 preto peão · f7 preto peão · g7 preto bispo · d6 preto peão · f6 preto cavalo · g6 preto peão · e5 preto cavalo · h5 preto peão · d4 branco cavalo · e4 branco peão · h4 branco peão · b3 branco bispo · c3 branco cavalo · e3 branco bispo · f3 branco peão · a2 branco peão · b2 branco peão · c2 branco peão · d2 branco rainha · g2 branco peão · c1 branco rei · d1 branco torre · h1 branco torre | c8 preto torre · d8 preto rainha · f8 preto torre · g8 preto rei · a7 preto peão · b7 preto peão · d7 preto bispo · e7 preto peão · f7 preto peão · g7 preto bispo · d6 preto peão · f6 preto cavalo · g6 preto peão · e5 preto cavalo · h5 preto peão · d4 branco cavalo · e4 branco peão · h4 branco peão · b3 branco bispo · c3 branco cavalo · e3 branco bispo · f3 branco peão · a2 branco peão · b2 branco peão · c2 branco peão · d2 branco rainha · g2 branco peão · c1 branco rei · d1 branco torre · h1 branco torre | c8 preto torre · d8 preto rainha · f8 preto torre · g8 preto rei · a7 preto peão · b7 preto peão · d7 preto bispo · e7 preto peão · f7 preto peão · g7 preto bispo · d6 preto peão · f6 preto cavalo · g6 preto peão · e5 preto cavalo · h5 preto peão · d4 branco cavalo · e4 branco peão · h4 branco peão · b3 branco bispo · c3 branco cavalo · e3 branco bispo · f3 branco peão · a2 branco peão · b2 branco peão · c2 branco peão · d2 branco rainha · g2 branco peão · c1 branco rei · d1 branco torre · h1 branco torre | c8 preto torre · d8 preto rainha · f8 preto torre · g8 preto rei · a7 preto peão · b7 preto peão · d7 preto bispo · e7 preto peão · f7 preto peão · g7 preto bispo · d6 preto peão · f6 preto cavalo · g6 preto peão · e5 preto cavalo · h5 preto peão · d4 branco cavalo · e4 branco peão · h4 branco peão · b3 branco bispo · c3 branco cavalo · e3 branco bispo · f3 branco peão · a2 branco peão · b2 branco peão · c2 branco peão · d2 branco rainha · g2 branco peão · c1 branco rei · d1 branco torre · h1 branco torre | c8 preto torre · d8 preto rainha · f8 preto torre · g8 preto rei · a7 preto peão · b7 preto peão · d7 preto bispo · e7 preto peão · f7 preto peão · g7 preto bispo · d6 preto peão · f6 preto cavalo · g6 preto peão · e5 preto cavalo · h5 preto peão · d4 branco cavalo · e4 branco peão · h4 branco peão · b3 branco bispo · c3 branco cavalo · e3 branco bispo · f3 branco peão · a2 branco peão · b2 branco peão · c2 branco peão · d2 branco rainha · g2 branco peão · c1 branco rei · d1 branco torre · h1 branco torre | c8 preto torre · d8 preto rainha · f8 preto torre · g8 preto rei · a7 preto peão · b7 preto peão · d7 preto bispo · e7 preto peão · f7 preto peão · g7 preto bispo · d6 preto peão · f6 preto cavalo · g6 preto peão · e5 preto cavalo · h5 preto peão · d4 branco cavalo · e4 branco peão · h4 branco peão · b3 branco bispo · c3 branco cavalo · e3 branco bispo · f3 branco peão · a2 branco peão · b2 branco peão · c2 branco peão · d2 branco rainha · g2 branco peão · c1 branco rei · d1 branco torre · h1 branco torre | c8 preto torre · d8 preto rainha · f8 preto torre · g8 preto rei · a7 preto peão · b7 preto peão · d7 preto bispo · e7 preto peão · f7 preto peão · g7 preto bispo · d6 preto peão · f6 preto cavalo · g6 preto peão · e5 preto cavalo · h5 preto peão · d4 branco cavalo · e4 branco peão · h4 branco peão · b3 branco bispo · c3 branco cavalo · e3 branco bispo · f3 branco peão · a2 branco peão · b2 branco peão · c2 branco peão · d2 branco rainha · g2 branco peão · c1 branco rei · d1 branco torre · h1 branco torre | c8 preto torre · d8 preto rainha · f8 preto torre · g8 preto rei · a7 preto peão · b7 preto peão · d7 preto bispo · e7 preto peão · f7 preto peão · g7 preto bispo · d6 preto peão · f6 preto cavalo · g6 preto peão · e5 preto cavalo · h5 preto peão · d4 branco cavalo · e4 branco peão · h4 branco peão · b3 branco bispo · c3 branco cavalo · e3 branco bispo · f3 branco peão · a2 branco peão · b2 branco peão · c2 branco peão · d2 branco rainha · g2 branco peão · c1 branco rei · d1 branco torre · h1 branco torre | 5 |
| 4 | c8 preto torre · d8 preto rainha · f8 preto torre · g8 preto rei · a7 preto peão · b7 preto peão · d7 preto bispo · e7 preto peão · f7 preto peão · g7 preto bispo · d6 preto peão · f6 preto cavalo · g6 preto peão · e5 preto cavalo · h5 preto peão · d4 branco cavalo · e4 branco peão · h4 branco peão · b3 branco bispo · c3 branco cavalo · e3 branco bispo · f3 branco peão · a2 branco peão · b2 branco peão · c2 branco peão · d2 branco rainha · g2 branco peão · c1 branco rei · d1 branco torre · h1 branco torre | c8 preto torre · d8 preto rainha · f8 preto torre · g8 preto rei · a7 preto peão · b7 preto peão · d7 preto bispo · e7 preto peão · f7 preto peão · g7 preto bispo · d6 preto peão · f6 preto cavalo · g6 preto peão · e5 preto cavalo · h5 preto peão · d4 branco cavalo · e4 branco peão · h4 branco peão · b3 branco bispo · c3 branco cavalo · e3 branco bispo · f3 branco peão · a2 branco peão · b2 branco peão · c2 branco peão · d2 branco rainha · g2 branco peão · c1 branco rei · d1 branco torre · h1 branco torre | c8 preto torre · d8 preto rainha · f8 preto torre · g8 preto rei · a7 preto peão · b7 preto peão · d7 preto bispo · e7 preto peão · f7 preto peão · g7 preto bispo · d6 preto peão · f6 preto cavalo · g6 preto peão · e5 preto cavalo · h5 preto peão · d4 branco cavalo · e4 branco peão · h4 branco peão · b3 branco bispo · c3 branco cavalo · e3 branco bispo · f3 branco peão · a2 branco peão · b2 branco peão · c2 branco peão · d2 branco rainha · g2 branco peão · c1 branco rei · d1 branco torre · h1 branco torre | c8 preto torre · d8 preto rainha · f8 preto torre · g8 preto rei · a7 preto peão · b7 preto peão · d7 preto bispo · e7 preto peão · f7 preto peão · g7 preto bispo · d6 preto peão · f6 preto cavalo · g6 preto peão · e5 preto cavalo · h5 preto peão · d4 branco cavalo · e4 branco peão · h4 branco peão · b3 branco bispo · c3 branco cavalo · e3 branco bispo · f3 branco peão · a2 branco peão · b2 branco peão · c2 branco peão · d2 branco rainha · g2 branco peão · c1 branco rei · d1 branco torre · h1 branco torre | c8 preto torre · d8 preto rainha · f8 preto torre · g8 preto rei · a7 preto peão · b7 preto peão · d7 preto bispo · e7 preto peão · f7 preto peão · g7 preto bispo · d6 preto peão · f6 preto cavalo · g6 preto peão · e5 preto cavalo · h5 preto peão · d4 branco cavalo · e4 branco peão · h4 branco peão · b3 branco bispo · c3 branco cavalo · e3 branco bispo · f3 branco peão · a2 branco peão · b2 branco peão · c2 branco peão · d2 branco rainha · g2 branco peão · c1 branco rei · d1 branco torre · h1 branco torre | c8 preto torre · d8 preto rainha · f8 preto torre · g8 preto rei · a7 preto peão · b7 preto peão · d7 preto bispo · e7 preto peão · f7 preto peão · g7 preto bispo · d6 preto peão · f6 preto cavalo · g6 preto peão · e5 preto cavalo · h5 preto peão · d4 branco cavalo · e4 branco peão · h4 branco peão · b3 branco bispo · c3 branco cavalo · e3 branco bispo · f3 branco peão · a2 branco peão · b2 branco peão · c2 branco peão · d2 branco rainha · g2 branco peão · c1 branco rei · d1 branco torre · h1 branco torre | c8 preto torre · d8 preto rainha · f8 preto torre · g8 preto rei · a7 preto peão · b7 preto peão · d7 preto bispo · e7 preto peão · f7 preto peão · g7 preto bispo · d6 preto peão · f6 preto cavalo · g6 preto peão · e5 preto cavalo · h5 preto peão · d4 branco cavalo · e4 branco peão · h4 branco peão · b3 branco bispo · c3 branco cavalo · e3 branco bispo · f3 branco peão · a2 branco peão · b2 branco peão · c2 branco peão · d2 branco rainha · g2 branco peão · c1 branco rei · d1 branco torre · h1 branco torre | c8 preto torre · d8 preto rainha · f8 preto torre · g8 preto rei · a7 preto peão · b7 preto peão · d7 preto bispo · e7 preto peão · f7 preto peão · g7 preto bispo · d6 preto peão · f6 preto cavalo · g6 preto peão · e5 preto cavalo · h5 preto peão · d4 branco cavalo · e4 branco peão · h4 branco peão · b3 branco bispo · c3 branco cavalo · e3 branco bispo · f3 branco peão · a2 branco peão · b2 branco peão · c2 branco peão · d2 branco rainha · g2 branco peão · c1 branco rei · d1 branco torre · h1 branco torre | 4 |
| 3 | c8 preto torre · d8 preto rainha · f8 preto torre · g8 preto rei · a7 preto peão · b7 preto peão · d7 preto bispo · e7 preto peão · f7 preto peão · g7 preto bispo · d6 preto peão · f6 preto cavalo · g6 preto peão · e5 preto cavalo · h5 preto peão · d4 branco cavalo · e4 branco peão · h4 branco peão · b3 branco bispo · c3 branco cavalo · e3 branco bispo · f3 branco peão · a2 branco peão · b2 branco peão · c2 branco peão · d2 branco rainha · g2 branco peão · c1 branco rei · d1 branco torre · h1 branco torre | c8 preto torre · d8 preto rainha · f8 preto torre · g8 preto rei · a7 preto peão · b7 preto peão · d7 preto bispo · e7 preto peão · f7 preto peão · g7 preto bispo · d6 preto peão · f6 preto cavalo · g6 preto peão · e5 preto cavalo · h5 preto peão · d4 branco cavalo · e4 branco peão · h4 branco peão · b3 branco bispo · c3 branco cavalo · e3 branco bispo · f3 branco peão · a2 branco peão · b2 branco peão · c2 branco peão · d2 branco rainha · g2 branco peão · c1 branco rei · d1 branco torre · h1 branco torre | c8 preto torre · d8 preto rainha · f8 preto torre · g8 preto rei · a7 preto peão · b7 preto peão · d7 preto bispo · e7 preto peão · f7 preto peão · g7 preto bispo · d6 preto peão · f6 preto cavalo · g6 preto peão · e5 preto cavalo · h5 preto peão · d4 branco cavalo · e4 branco peão · h4 branco peão · b3 branco bispo · c3 branco cavalo · e3 branco bispo · f3 branco peão · a2 branco peão · b2 branco peão · c2 branco peão · d2 branco rainha · g2 branco peão · c1 branco rei · d1 branco torre · h1 branco torre | c8 preto torre · d8 preto rainha · f8 preto torre · g8 preto rei · a7 preto peão · b7 preto peão · d7 preto bispo · e7 preto peão · f7 preto peão · g7 preto bispo · d6 preto peão · f6 preto cavalo · g6 preto peão · e5 preto cavalo · h5 preto peão · d4 branco cavalo · e4 branco peão · h4 branco peão · b3 branco bispo · c3 branco cavalo · e3 branco bispo · f3 branco peão · a2 branco peão · b2 branco peão · c2 branco peão · d2 branco rainha · g2 branco peão · c1 branco rei · d1 branco torre · h1 branco torre | c8 preto torre · d8 preto rainha · f8 preto torre · g8 preto rei · a7 preto peão · b7 preto peão · d7 preto bispo · e7 preto peão · f7 preto peão · g7 preto bispo · d6 preto peão · f6 preto cavalo · g6 preto peão · e5 preto cavalo · h5 preto peão · d4 branco cavalo · e4 branco peão · h4 branco peão · b3 branco bispo · c3 branco cavalo · e3 branco bispo · f3 branco peão · a2 branco peão · b2 branco peão · c2 branco peão · d2 branco rainha · g2 branco peão · c1 branco rei · d1 branco torre · h1 branco torre | c8 preto torre · d8 preto rainha · f8 preto torre · g8 preto rei · a7 preto peão · b7 preto peão · d7 preto bispo · e7 preto peão · f7 preto peão · g7 preto bispo · d6 preto peão · f6 preto cavalo · g6 preto peão · e5 preto cavalo · h5 preto peão · d4 branco cavalo · e4 branco peão · h4 branco peão · b3 branco bispo · c3 branco cavalo · e3 branco bispo · f3 branco peão · a2 branco peão · b2 branco peão · c2 branco peão · d2 branco rainha · g2 branco peão · c1 branco rei · d1 branco torre · h1 branco torre | c8 preto torre · d8 preto rainha · f8 preto torre · g8 preto rei · a7 preto peão · b7 preto peão · d7 preto bispo · e7 preto peão · f7 preto peão · g7 preto bispo · d6 preto peão · f6 preto cavalo · g6 preto peão · e5 preto cavalo · h5 preto peão · d4 branco cavalo · e4 branco peão · h4 branco peão · b3 branco bispo · c3 branco cavalo · e3 branco bispo · f3 branco peão · a2 branco peão · b2 branco peão · c2 branco peão · d2 branco rainha · g2 branco peão · c1 branco rei · d1 branco torre · h1 branco torre | c8 preto torre · d8 preto rainha · f8 preto torre · g8 preto rei · a7 preto peão · b7 preto peão · d7 preto bispo · e7 preto peão · f7 preto peão · g7 preto bispo · d6 preto peão · f6 preto cavalo · g6 preto peão · e5 preto cavalo · h5 preto peão · d4 branco cavalo · e4 branco peão · h4 branco peão · b3 branco bispo · c3 branco cavalo · e3 branco bispo · f3 branco peão · a2 branco peão · b2 branco peão · c2 branco peão · d2 branco rainha · g2 branco peão · c1 branco rei · d1 branco torre · h1 branco torre | 3 |
| 2 | c8 preto torre · d8 preto rainha · f8 preto torre · g8 preto rei · a7 preto peão · b7 preto peão · d7 preto bispo · e7 preto peão · f7 preto peão · g7 preto bispo · d6 preto peão · f6 preto cavalo · g6 preto peão · e5 preto cavalo · h5 preto peão · d4 branco cavalo · e4 branco peão · h4 branco peão · b3 branco bispo · c3 branco cavalo · e3 branco bispo · f3 branco peão · a2 branco peão · b2 branco peão · c2 branco peão · d2 branco rainha · g2 branco peão · c1 branco rei · d1 branco torre · h1 branco torre | c8 preto torre · d8 preto rainha · f8 preto torre · g8 preto rei · a7 preto peão · b7 preto peão · d7 preto bispo · e7 preto peão · f7 preto peão · g7 preto bispo · d6 preto peão · f6 preto cavalo · g6 preto peão · e5 preto cavalo · h5 preto peão · d4 branco cavalo · e4 branco peão · h4 branco peão · b3 branco bispo · c3 branco cavalo · e3 branco bispo · f3 branco peão · a2 branco peão · b2 branco peão · c2 branco peão · d2 branco rainha · g2 branco peão · c1 branco rei · d1 branco torre · h1 branco torre | c8 preto torre · d8 preto rainha · f8 preto torre · g8 preto rei · a7 preto peão · b7 preto peão · d7 preto bispo · e7 preto peão · f7 preto peão · g7 preto bispo · d6 preto peão · f6 preto cavalo · g6 preto peão · e5 preto cavalo · h5 preto peão · d4 branco cavalo · e4 branco peão · h4 branco peão · b3 branco bispo · c3 branco cavalo · e3 branco bispo · f3 branco peão · a2 branco peão · b2 branco peão · c2 branco peão · d2 branco rainha · g2 branco peão · c1 branco rei · d1 branco torre · h1 branco torre | c8 preto torre · d8 preto rainha · f8 preto torre · g8 preto rei · a7 preto peão · b7 preto peão · d7 preto bispo · e7 preto peão · f7 preto peão · g7 preto bispo · d6 preto peão · f6 preto cavalo · g6 preto peão · e5 preto cavalo · h5 preto peão · d4 branco cavalo · e4 branco peão · h4 branco peão · b3 branco bispo · c3 branco cavalo · e3 branco bispo · f3 branco peão · a2 branco peão · b2 branco peão · c2 branco peão · d2 branco rainha · g2 branco peão · c1 branco rei · d1 branco torre · h1 branco torre | c8 preto torre · d8 preto rainha · f8 preto torre · g8 preto rei · a7 preto peão · b7 preto peão · d7 preto bispo · e7 preto peão · f7 preto peão · g7 preto bispo · d6 preto peão · f6 preto cavalo · g6 preto peão · e5 preto cavalo · h5 preto peão · d4 branco cavalo · e4 branco peão · h4 branco peão · b3 branco bispo · c3 branco cavalo · e3 branco bispo · f3 branco peão · a2 branco peão · b2 branco peão · c2 branco peão · d2 branco rainha · g2 branco peão · c1 branco rei · d1 branco torre · h1 branco torre | c8 preto torre · d8 preto rainha · f8 preto torre · g8 preto rei · a7 preto peão · b7 preto peão · d7 preto bispo · e7 preto peão · f7 preto peão · g7 preto bispo · d6 preto peão · f6 preto cavalo · g6 preto peão · e5 preto cavalo · h5 preto peão · d4 branco cavalo · e4 branco peão · h4 branco peão · b3 branco bispo · c3 branco cavalo · e3 branco bispo · f3 branco peão · a2 branco peão · b2 branco peão · c2 branco peão · d2 branco rainha · g2 branco peão · c1 branco rei · d1 branco torre · h1 branco torre | c8 preto torre · d8 preto rainha · f8 preto torre · g8 preto rei · a7 preto peão · b7 preto peão · d7 preto bispo · e7 preto peão · f7 preto peão · g7 preto bispo · d6 preto peão · f6 preto cavalo · g6 preto peão · e5 preto cavalo · h5 preto peão · d4 branco cavalo · e4 branco peão · h4 branco peão · b3 branco bispo · c3 branco cavalo · e3 branco bispo · f3 branco peão · a2 branco peão · b2 branco peão · c2 branco peão · d2 branco rainha · g2 branco peão · c1 branco rei · d1 branco torre · h1 branco torre | c8 preto torre · d8 preto rainha · f8 preto torre · g8 preto rei · a7 preto peão · b7 preto peão · d7 preto bispo · e7 preto peão · f7 preto peão · g7 preto bispo · d6 preto peão · f6 preto cavalo · g6 preto peão · e5 preto cavalo · h5 preto peão · d4 branco cavalo · e4 branco peão · h4 branco peão · b3 branco bispo · c3 branco cavalo · e3 branco bispo · f3 branco peão · a2 branco peão · b2 branco peão · c2 branco peão · d2 branco rainha · g2 branco peão · c1 branco rei · d1 branco torre · h1 branco torre | 2 |
| 1 | c8 preto torre · d8 preto rainha · f8 preto torre · g8 preto rei · a7 preto peão · b7 preto peão · d7 preto bispo · e7 preto peão · f7 preto peão · g7 preto bispo · d6 preto peão · f6 preto cavalo · g6 preto peão · e5 preto cavalo · h5 preto peão · d4 branco cavalo · e4 branco peão · h4 branco peão · b3 branco bispo · c3 branco cavalo · e3 branco bispo · f3 branco peão · a2 branco peão · b2 branco peão · c2 branco peão · d2 branco rainha · g2 branco peão · c1 branco rei · d1 branco torre · h1 branco torre | c8 preto torre · d8 preto rainha · f8 preto torre · g8 preto rei · a7 preto peão · b7 preto peão · d7 preto bispo · e7 preto peão · f7 preto peão · g7 preto bispo · d6 preto peão · f6 preto cavalo · g6 preto peão · e5 preto cavalo · h5 preto peão · d4 branco cavalo · e4 branco peão · h4 branco peão · b3 branco bispo · c3 branco cavalo · e3 branco bispo · f3 branco peão · a2 branco peão · b2 branco peão · c2 branco peão · d2 branco rainha · g2 branco peão · c1 branco rei · d1 branco torre · h1 branco torre | c8 preto torre · d8 preto rainha · f8 preto torre · g8 preto rei · a7 preto peão · b7 preto peão · d7 preto bispo · e7 preto peão · f7 preto peão · g7 preto bispo · d6 preto peão · f6 preto cavalo · g6 preto peão · e5 preto cavalo · h5 preto peão · d4 branco cavalo · e4 branco peão · h4 branco peão · b3 branco bispo · c3 branco cavalo · e3 branco bispo · f3 branco peão · a2 branco peão · b2 branco peão · c2 branco peão · d2 branco rainha · g2 branco peão · c1 branco rei · d1 branco torre · h1 branco torre | c8 preto torre · d8 preto rainha · f8 preto torre · g8 preto rei · a7 preto peão · b7 preto peão · d7 preto bispo · e7 preto peão · f7 preto peão · g7 preto bispo · d6 preto peão · f6 preto cavalo · g6 preto peão · e5 preto cavalo · h5 preto peão · d4 branco cavalo · e4 branco peão · h4 branco peão · b3 branco bispo · c3 branco cavalo · e3 branco bispo · f3 branco peão · a2 branco peão · b2 branco peão · c2 branco peão · d2 branco rainha · g2 branco peão · c1 branco rei · d1 branco torre · h1 branco torre | c8 preto torre · d8 preto rainha · f8 preto torre · g8 preto rei · a7 preto peão · b7 preto peão · d7 preto bispo · e7 preto peão · f7 preto peão · g7 preto bispo · d6 preto peão · f6 preto cavalo · g6 preto peão · e5 preto cavalo · h5 preto peão · d4 branco cavalo · e4 branco peão · h4 branco peão · b3 branco bispo · c3 branco cavalo · e3 branco bispo · f3 branco peão · a2 branco peão · b2 branco peão · c2 branco peão · d2 branco rainha · g2 branco peão · c1 branco rei · d1 branco torre · h1 branco torre | c8 preto torre · d8 preto rainha · f8 preto torre · g8 preto rei · a7 preto peão · b7 preto peão · d7 preto bispo · e7 preto peão · f7 preto peão · g7 preto bispo · d6 preto peão · f6 preto cavalo · g6 preto peão · e5 preto cavalo · h5 preto peão · d4 branco cavalo · e4 branco peão · h4 branco peão · b3 branco bispo · c3 branco cavalo · e3 branco bispo · f3 branco peão · a2 branco peão · b2 branco peão · c2 branco peão · d2 branco rainha · g2 branco peão · c1 branco rei · d1 branco torre · h1 branco torre | c8 preto torre · d8 preto rainha · f8 preto torre · g8 preto rei · a7 preto peão · b7 preto peão · d7 preto bispo · e7 preto peão · f7 preto peão · g7 preto bispo · d6 preto peão · f6 preto cavalo · g6 preto peão · e5 preto cavalo · h5 preto peão · d4 branco cavalo · e4 branco peão · h4 branco peão · b3 branco bispo · c3 branco cavalo · e3 branco bispo · f3 branco peão · a2 branco peão · b2 branco peão · c2 branco peão · d2 branco rainha · g2 branco peão · c1 branco rei · d1 branco torre · h1 branco torre | c8 preto torre · d8 preto rainha · f8 preto torre · g8 preto rei · a7 preto peão · b7 preto peão · d7 preto bispo · e7 preto peão · f7 preto peão · g7 preto bispo · d6 preto peão · f6 preto cavalo · g6 preto peão · e5 preto cavalo · h5 preto peão · d4 branco cavalo · e4 branco peão · h4 branco peão · b3 branco bispo · c3 branco cavalo · e3 branco bispo · f3 branco peão · a2 branco peão · b2 branco peão · c2 branco peão · d2 branco rainha · g2 branco peão · c1 branco rei · d1 branco torre · h1 branco torre | 1 |
|   | a | b | c | d | e | f | g | h |   |

A Variação Soltis foi a linha principal do Dragão até o final dos anos 1990. Garry Kasparov jogou a jogada três vezes no Campeonato Mundial de 1995 contra Viswanathan Anand, marcando duas vitórias e um empate. A linha vai 9. Bc4 Bd7 10. 0-0-0 Tc8 11. Bb3 Ce5 12. h4 h5 (o movimento chave, segurando o avanço do peão branco na ala do rei). Outros desvios importantes para as pretas são 12 ...Qa5 e 12 ...Nc4 . Mais recentemente, os jogadores brancos frequentemente evitaram a Soltis jogando 12. Rb1, que provou ser tão eficaz que os jogadores pretos, por sua vez, tentaram se esquivar disso com 10 ...Tb8, conhecido como o Dragão Chinês.

## Variante Clássica: 6. Be2
A Variante Clássica, 6. Be2, é a resposta branca mais antiga ao Dragão. É a segunda resposta branca mais comum depois do Ataque Iugoslavo. Depois das 6 ...Bg7 , Branco tem duas continuações principais:
- Depois de 7. Be3 Cc6 8. 0-0 0-0, as duas respostas principais das brancas são 9. Cb3 e 9. Dd2 . O movimento do cavalo é muito comum na Variante Clássica e Dd2 é bem enfrentado com 9... d5 .
- Depois de 7. 0-0, as brancas podem escolher e3 e g5 para seu bispo. Se for colocado em e3, o jogo geralmente transpõe para as linhas acima. Em seu livro Starting Out: The Sicilian Dragon, Andrew Martin chama Be3 de "a forma tradicional de lidar com a variante" e descreve Bg5 como sendo "muito mais perigoso" e "a melhor chance das brancas de jogar pela vitória no Dragão Clássico". Tal como acontece com Be3, depois de Bg5, as brancas normalmente colocarão seu cavalo em b3, evitando uma troca em d4.

## Ataque Levenfish: 6.f4
O Ataque Levenfish , 6. f4, recebeu o nome do GM russo Grigory Levenfish, que o recomendou no Anuário de Xadrez Russo de 1937. Atualmente não é muito comum nos escalões mais altos do xadrez. As brancas preparam 7.e5, atacando o cavalo-f6 das pretas. Portanto, 6 ...Nc6 ou 6 ...Nbd7 é considerado obrigatório, como após 6. . . Bg7 7. e5 Ch5 8. Bb5+ Bd7 9. De2 Bxb5 10. Dxb5+ Cd7 11. Cf3 dxe5 12. fxe5 a6 13. De2 Db6 14. Bd2 De6 15. O-O-O Cxe5 16. The1 As brancas têm alguma iniciativa.

## Variante Harrington-Glek: 6. Be3 Bg7 7. Be2 0-0 8. Dd2
A Variante Harrington-Glek é outra opção para as Brancas. Nomeada em homenagem ao Grande Mestre Igor Glek, que dedicou um esforço considerável avaliando as posições resultantes para as Brancas. 6. Be3 Bg7 7. Be2 0-0 8. Dd2! ? GM John Emms escreveu: "Embora seja difícil vencer o iugoslavo em termos de jogo agressivo e afiado, 7. Be2 0-0 8. Dd2!? também contém uma boa quantidade de veneno. Os planos das brancas incluem o roque na ala da dama e um ataque na ala do rei. E há um grande ponto positivo em que é muito, muito menos teórico!"

Após os movimentos principais 8. . . Cc6 9. 0-0-0 chegamos a um ponto-chave para a posição.
|   | a | b | c | d | e | f | g | h |   |
| 8 | a8 preto torre · c8 preto bispo · d8 preto rainha · f8 preto torre · g8 preto rei · a7 preto peão · b7 preto peão · e7 preto peão · f7 preto peão · g7 preto bispo · h7 preto peão · c6 preto cavalo · d6 preto peão · f6 preto cavalo · g6 preto peão · d4 branco cavalo · e4 branco peão · c3 branco cavalo · e3 branco bispo · a2 branco peão · b2 branco peão · c2 branco peão · d2 branco rainha · e2 branco bispo · f2 branco peão · g2 branco peão · h2 branco peão · c1 branco rei · d1 branco torre · h1 branco torre | a8 preto torre · c8 preto bispo · d8 preto rainha · f8 preto torre · g8 preto rei · a7 preto peão · b7 preto peão · e7 preto peão · f7 preto peão · g7 preto bispo · h7 preto peão · c6 preto cavalo · d6 preto peão · f6 preto cavalo · g6 preto peão · d4 branco cavalo · e4 branco peão · c3 branco cavalo · e3 branco bispo · a2 branco peão · b2 branco peão · c2 branco peão · d2 branco rainha · e2 branco bispo · f2 branco peão · g2 branco peão · h2 branco peão · c1 branco rei · d1 branco torre · h1 branco torre | a8 preto torre · c8 preto bispo · d8 preto rainha · f8 preto torre · g8 preto rei · a7 preto peão · b7 preto peão · e7 preto peão · f7 preto peão · g7 preto bispo · h7 preto peão · c6 preto cavalo · d6 preto peão · f6 preto cavalo · g6 preto peão · d4 branco cavalo · e4 branco peão · c3 branco cavalo · e3 branco bispo · a2 branco peão · b2 branco peão · c2 branco peão · d2 branco rainha · e2 branco bispo · f2 branco peão · g2 branco peão · h2 branco peão · c1 branco rei · d1 branco torre · h1 branco torre | a8 preto torre · c8 preto bispo · d8 preto rainha · f8 preto torre · g8 preto rei · a7 preto peão · b7 preto peão · e7 preto peão · f7 preto peão · g7 preto bispo · h7 preto peão · c6 preto cavalo · d6 preto peão · f6 preto cavalo · g6 preto peão · d4 branco cavalo · e4 branco peão · c3 branco cavalo · e3 branco bispo · a2 branco peão · b2 branco peão · c2 branco peão · d2 branco rainha · e2 branco bispo · f2 branco peão · g2 branco peão · h2 branco peão · c1 branco rei · d1 branco torre · h1 branco torre | a8 preto torre · c8 preto bispo · d8 preto rainha · f8 preto torre · g8 preto rei · a7 preto peão · b7 preto peão · e7 preto peão · f7 preto peão · g7 preto bispo · h7 preto peão · c6 preto cavalo · d6 preto peão · f6 preto cavalo · g6 preto peão · d4 branco cavalo · e4 branco peão · c3 branco cavalo · e3 branco bispo · a2 branco peão · b2 branco peão · c2 branco peão · d2 branco rainha · e2 branco bispo · f2 branco peão · g2 branco peão · h2 branco peão · c1 branco rei · d1 branco torre · h1 branco torre | a8 preto torre · c8 preto bispo · d8 preto rainha · f8 preto torre · g8 preto rei · a7 preto peão · b7 preto peão · e7 preto peão · f7 preto peão · g7 preto bispo · h7 preto peão · c6 preto cavalo · d6 preto peão · f6 preto cavalo · g6 preto peão · d4 branco cavalo · e4 branco peão · c3 branco cavalo · e3 branco bispo · a2 branco peão · b2 branco peão · c2 branco peão · d2 branco rainha · e2 branco bispo · f2 branco peão · g2 branco peão · h2 branco peão · c1 branco rei · d1 branco torre · h1 branco torre | a8 preto torre · c8 preto bispo · d8 preto rainha · f8 preto torre · g8 preto rei · a7 preto peão · b7 preto peão · e7 preto peão · f7 preto peão · g7 preto bispo · h7 preto peão · c6 preto cavalo · d6 preto peão · f6 preto cavalo · g6 preto peão · d4 branco cavalo · e4 branco peão · c3 branco cavalo · e3 branco bispo · a2 branco peão · b2 branco peão · c2 branco peão · d2 branco rainha · e2 branco bispo · f2 branco peão · g2 branco peão · h2 branco peão · c1 branco rei · d1 branco torre · h1 branco torre | a8 preto torre · c8 preto bispo · d8 preto rainha · f8 preto torre · g8 preto rei · a7 preto peão · b7 preto peão · e7 preto peão · f7 preto peão · g7 preto bispo · h7 preto peão · c6 preto cavalo · d6 preto peão · f6 preto cavalo · g6 preto peão · d4 branco cavalo · e4 branco peão · c3 branco cavalo · e3 branco bispo · a2 branco peão · b2 branco peão · c2 branco peão · d2 branco rainha · e2 branco bispo · f2 branco peão · g2 branco peão · h2 branco peão · c1 branco rei · d1 branco torre · h1 branco torre | 8 |
| 7 | a8 preto torre · c8 preto bispo · d8 preto rainha · f8 preto torre · g8 preto rei · a7 preto peão · b7 preto peão · e7 preto peão · f7 preto peão · g7 preto bispo · h7 preto peão · c6 preto cavalo · d6 preto peão · f6 preto cavalo · g6 preto peão · d4 branco cavalo · e4 branco peão · c3 branco cavalo · e3 branco bispo · a2 branco peão · b2 branco peão · c2 branco peão · d2 branco rainha · e2 branco bispo · f2 branco peão · g2 branco peão · h2 branco peão · c1 branco rei · d1 branco torre · h1 branco torre | a8 preto torre · c8 preto bispo · d8 preto rainha · f8 preto torre · g8 preto rei · a7 preto peão · b7 preto peão · e7 preto peão · f7 preto peão · g7 preto bispo · h7 preto peão · c6 preto cavalo · d6 preto peão · f6 preto cavalo · g6 preto peão · d4 branco cavalo · e4 branco peão · c3 branco cavalo · e3 branco bispo · a2 branco peão · b2 branco peão · c2 branco peão · d2 branco rainha · e2 branco bispo · f2 branco peão · g2 branco peão · h2 branco peão · c1 branco rei · d1 branco torre · h1 branco torre | a8 preto torre · c8 preto bispo · d8 preto rainha · f8 preto torre · g8 preto rei · a7 preto peão · b7 preto peão · e7 preto peão · f7 preto peão · g7 preto bispo · h7 preto peão · c6 preto cavalo · d6 preto peão · f6 preto cavalo · g6 preto peão · d4 branco cavalo · e4 branco peão · c3 branco cavalo · e3 branco bispo · a2 branco peão · b2 branco peão · c2 branco peão · d2 branco rainha · e2 branco bispo · f2 branco peão · g2 branco peão · h2 branco peão · c1 branco rei · d1 branco torre · h1 branco torre | a8 preto torre · c8 preto bispo · d8 preto rainha · f8 preto torre · g8 preto rei · a7 preto peão · b7 preto peão · e7 preto peão · f7 preto peão · g7 preto bispo · h7 preto peão · c6 preto cavalo · d6 preto peão · f6 preto cavalo · g6 preto peão · d4 branco cavalo · e4 branco peão · c3 branco cavalo · e3 branco bispo · a2 branco peão · b2 branco peão · c2 branco peão · d2 branco rainha · e2 branco bispo · f2 branco peão · g2 branco peão · h2 branco peão · c1 branco rei · d1 branco torre · h1 branco torre | a8 preto torre · c8 preto bispo · d8 preto rainha · f8 preto torre · g8 preto rei · a7 preto peão · b7 preto peão · e7 preto peão · f7 preto peão · g7 preto bispo · h7 preto peão · c6 preto cavalo · d6 preto peão · f6 preto cavalo · g6 preto peão · d4 branco cavalo · e4 branco peão · c3 branco cavalo · e3 branco bispo · a2 branco peão · b2 branco peão · c2 branco peão · d2 branco rainha · e2 branco bispo · f2 branco peão · g2 branco peão · h2 branco peão · c1 branco rei · d1 branco torre · h1 branco torre | a8 preto torre · c8 preto bispo · d8 preto rainha · f8 preto torre · g8 preto rei · a7 preto peão · b7 preto peão · e7 preto peão · f7 preto peão · g7 preto bispo · h7 preto peão · c6 preto cavalo · d6 preto peão · f6 preto cavalo · g6 preto peão · d4 branco cavalo · e4 branco peão · c3 branco cavalo · e3 branco bispo · a2 branco peão · b2 branco peão · c2 branco peão · d2 branco rainha · e2 branco bispo · f2 branco peão · g2 branco peão · h2 branco peão · c1 branco rei · d1 branco torre · h1 branco torre | a8 preto torre · c8 preto bispo · d8 preto rainha · f8 preto torre · g8 preto rei · a7 preto peão · b7 preto peão · e7 preto peão · f7 preto peão · g7 preto bispo · h7 preto peão · c6 preto cavalo · d6 preto peão · f6 preto cavalo · g6 preto peão · d4 branco cavalo · e4 branco peão · c3 branco cavalo · e3 branco bispo · a2 branco peão · b2 branco peão · c2 branco peão · d2 branco rainha · e2 branco bispo · f2 branco peão · g2 branco peão · h2 branco peão · c1 branco rei · d1 branco torre · h1 branco torre | a8 preto torre · c8 preto bispo · d8 preto rainha · f8 preto torre · g8 preto rei · a7 preto peão · b7 preto peão · e7 preto peão · f7 preto peão · g7 preto bispo · h7 preto peão · c6 preto cavalo · d6 preto peão · f6 preto cavalo · g6 preto peão · d4 branco cavalo · e4 branco peão · c3 branco cavalo · e3 branco bispo · a2 branco peão · b2 branco peão · c2 branco peão · d2 branco rainha · e2 branco bispo · f2 branco peão · g2 branco peão · h2 branco peão · c1 branco rei · d1 branco torre · h1 branco torre | 7 |
| 6 | a8 preto torre · c8 preto bispo · d8 preto rainha · f8 preto torre · g8 preto rei · a7 preto peão · b7 preto peão · e7 preto peão · f7 preto peão · g7 preto bispo · h7 preto peão · c6 preto cavalo · d6 preto peão · f6 preto cavalo · g6 preto peão · d4 branco cavalo · e4 branco peão · c3 branco cavalo · e3 branco bispo · a2 branco peão · b2 branco peão · c2 branco peão · d2 branco rainha · e2 branco bispo · f2 branco peão · g2 branco peão · h2 branco peão · c1 branco rei · d1 branco torre · h1 branco torre | a8 preto torre · c8 preto bispo · d8 preto rainha · f8 preto torre · g8 preto rei · a7 preto peão · b7 preto peão · e7 preto peão · f7 preto peão · g7 preto bispo · h7 preto peão · c6 preto cavalo · d6 preto peão · f6 preto cavalo · g6 preto peão · d4 branco cavalo · e4 branco peão · c3 branco cavalo · e3 branco bispo · a2 branco peão · b2 branco peão · c2 branco peão · d2 branco rainha · e2 branco bispo · f2 branco peão · g2 branco peão · h2 branco peão · c1 branco rei · d1 branco torre · h1 branco torre | a8 preto torre · c8 preto bispo · d8 preto rainha · f8 preto torre · g8 preto rei · a7 preto peão · b7 preto peão · e7 preto peão · f7 preto peão · g7 preto bispo · h7 preto peão · c6 preto cavalo · d6 preto peão · f6 preto cavalo · g6 preto peão · d4 branco cavalo · e4 branco peão · c3 branco cavalo · e3 branco bispo · a2 branco peão · b2 branco peão · c2 branco peão · d2 branco rainha · e2 branco bispo · f2 branco peão · g2 branco peão · h2 branco peão · c1 branco rei · d1 branco torre · h1 branco torre | a8 preto torre · c8 preto bispo · d8 preto rainha · f8 preto torre · g8 preto rei · a7 preto peão · b7 preto peão · e7 preto peão · f7 preto peão · g7 preto bispo · h7 preto peão · c6 preto cavalo · d6 preto peão · f6 preto cavalo · g6 preto peão · d4 branco cavalo · e4 branco peão · c3 branco cavalo · e3 branco bispo · a2 branco peão · b2 branco peão · c2 branco peão · d2 branco rainha · e2 branco bispo · f2 branco peão · g2 branco peão · h2 branco peão · c1 branco rei · d1 branco torre · h1 branco torre | a8 preto torre · c8 preto bispo · d8 preto rainha · f8 preto torre · g8 preto rei · a7 preto peão · b7 preto peão · e7 preto peão · f7 preto peão · g7 preto bispo · h7 preto peão · c6 preto cavalo · d6 preto peão · f6 preto cavalo · g6 preto peão · d4 branco cavalo · e4 branco peão · c3 branco cavalo · e3 branco bispo · a2 branco peão · b2 branco peão · c2 branco peão · d2 branco rainha · e2 branco bispo · f2 branco peão · g2 branco peão · h2 branco peão · c1 branco rei · d1 branco torre · h1 branco torre | a8 preto torre · c8 preto bispo · d8 preto rainha · f8 preto torre · g8 preto rei · a7 preto peão · b7 preto peão · e7 preto peão · f7 preto peão · g7 preto bispo · h7 preto peão · c6 preto cavalo · d6 preto peão · f6 preto cavalo · g6 preto peão · d4 branco cavalo · e4 branco peão · c3 branco cavalo · e3 branco bispo · a2 branco peão · b2 branco peão · c2 branco peão · d2 branco rainha · e2 branco bispo · f2 branco peão · g2 branco peão · h2 branco peão · c1 branco rei · d1 branco torre · h1 branco torre | a8 preto torre · c8 preto bispo · d8 preto rainha · f8 preto torre · g8 preto rei · a7 preto peão · b7 preto peão · e7 preto peão · f7 preto peão · g7 preto bispo · h7 preto peão · c6 preto cavalo · d6 preto peão · f6 preto cavalo · g6 preto peão · d4 branco cavalo · e4 branco peão · c3 branco cavalo · e3 branco bispo · a2 branco peão · b2 branco peão · c2 branco peão · d2 branco rainha · e2 branco bispo · f2 branco peão · g2 branco peão · h2 branco peão · c1 branco rei · d1 branco torre · h1 branco torre | a8 preto torre · c8 preto bispo · d8 preto rainha · f8 preto torre · g8 preto rei · a7 preto peão · b7 preto peão · e7 preto peão · f7 preto peão · g7 preto bispo · h7 preto peão · c6 preto cavalo · d6 preto peão · f6 preto cavalo · g6 preto peão · d4 branco cavalo · e4 branco peão · c3 branco cavalo · e3 branco bispo · a2 branco peão · b2 branco peão · c2 branco peão · d2 branco rainha · e2 branco bispo · f2 branco peão · g2 branco peão · h2 branco peão · c1 branco rei · d1 branco torre · h1 branco torre | 6 |
| 5 | a8 preto torre · c8 preto bispo · d8 preto rainha · f8 preto torre · g8 preto rei · a7 preto peão · b7 preto peão · e7 preto peão · f7 preto peão · g7 preto bispo · h7 preto peão · c6 preto cavalo · d6 preto peão · f6 preto cavalo · g6 preto peão · d4 branco cavalo · e4 branco peão · c3 branco cavalo · e3 branco bispo · a2 branco peão · b2 branco peão · c2 branco peão · d2 branco rainha · e2 branco bispo · f2 branco peão · g2 branco peão · h2 branco peão · c1 branco rei · d1 branco torre · h1 branco torre | a8 preto torre · c8 preto bispo · d8 preto rainha · f8 preto torre · g8 preto rei · a7 preto peão · b7 preto peão · e7 preto peão · f7 preto peão · g7 preto bispo · h7 preto peão · c6 preto cavalo · d6 preto peão · f6 preto cavalo · g6 preto peão · d4 branco cavalo · e4 branco peão · c3 branco cavalo · e3 branco bispo · a2 branco peão · b2 branco peão · c2 branco peão · d2 branco rainha · e2 branco bispo · f2 branco peão · g2 branco peão · h2 branco peão · c1 branco rei · d1 branco torre · h1 branco torre | a8 preto torre · c8 preto bispo · d8 preto rainha · f8 preto torre · g8 preto rei · a7 preto peão · b7 preto peão · e7 preto peão · f7 preto peão · g7 preto bispo · h7 preto peão · c6 preto cavalo · d6 preto peão · f6 preto cavalo · g6 preto peão · d4 branco cavalo · e4 branco peão · c3 branco cavalo · e3 branco bispo · a2 branco peão · b2 branco peão · c2 branco peão · d2 branco rainha · e2 branco bispo · f2 branco peão · g2 branco peão · h2 branco peão · c1 branco rei · d1 branco torre · h1 branco torre | a8 preto torre · c8 preto bispo · d8 preto rainha · f8 preto torre · g8 preto rei · a7 preto peão · b7 preto peão · e7 preto peão · f7 preto peão · g7 preto bispo · h7 preto peão · c6 preto cavalo · d6 preto peão · f6 preto cavalo · g6 preto peão · d4 branco cavalo · e4 branco peão · c3 branco cavalo · e3 branco bispo · a2 branco peão · b2 branco peão · c2 branco peão · d2 branco rainha · e2 branco bispo · f2 branco peão · g2 branco peão · h2 branco peão · c1 branco rei · d1 branco torre · h1 branco torre | a8 preto torre · c8 preto bispo · d8 preto rainha · f8 preto torre · g8 preto rei · a7 preto peão · b7 preto peão · e7 preto peão · f7 preto peão · g7 preto bispo · h7 preto peão · c6 preto cavalo · d6 preto peão · f6 preto cavalo · g6 preto peão · d4 branco cavalo · e4 branco peão · c3 branco cavalo · e3 branco bispo · a2 branco peão · b2 branco peão · c2 branco peão · d2 branco rainha · e2 branco bispo · f2 branco peão · g2 branco peão · h2 branco peão · c1 branco rei · d1 branco torre · h1 branco torre | a8 preto torre · c8 preto bispo · d8 preto rainha · f8 preto torre · g8 preto rei · a7 preto peão · b7 preto peão · e7 preto peão · f7 preto peão · g7 preto bispo · h7 preto peão · c6 preto cavalo · d6 preto peão · f6 preto cavalo · g6 preto peão · d4 branco cavalo · e4 branco peão · c3 branco cavalo · e3 branco bispo · a2 branco peão · b2 branco peão · c2 branco peão · d2 branco rainha · e2 branco bispo · f2 branco peão · g2 branco peão · h2 branco peão · c1 branco rei · d1 branco torre · h1 branco torre | a8 preto torre · c8 preto bispo · d8 preto rainha · f8 preto torre · g8 preto rei · a7 preto peão · b7 preto peão · e7 preto peão · f7 preto peão · g7 preto bispo · h7 preto peão · c6 preto cavalo · d6 preto peão · f6 preto cavalo · g6 preto peão · d4 branco cavalo · e4 branco peão · c3 branco cavalo · e3 branco bispo · a2 branco peão · b2 branco peão · c2 branco peão · d2 branco rainha · e2 branco bispo · f2 branco peão · g2 branco peão · h2 branco peão · c1 branco rei · d1 branco torre · h1 branco torre | a8 preto torre · c8 preto bispo · d8 preto rainha · f8 preto torre · g8 preto rei · a7 preto peão · b7 preto peão · e7 preto peão · f7 preto peão · g7 preto bispo · h7 preto peão · c6 preto cavalo · d6 preto peão · f6 preto cavalo · g6 preto peão · d4 branco cavalo · e4 branco peão · c3 branco cavalo · e3 branco bispo · a2 branco peão · b2 branco peão · c2 branco peão · d2 branco rainha · e2 branco bispo · f2 branco peão · g2 branco peão · h2 branco peão · c1 branco rei · d1 branco torre · h1 branco torre | 5 |
| 4 | a8 preto torre · c8 preto bispo · d8 preto rainha · f8 preto torre · g8 preto rei · a7 preto peão · b7 preto peão · e7 preto peão · f7 preto peão · g7 preto bispo · h7 preto peão · c6 preto cavalo · d6 preto peão · f6 preto cavalo · g6 preto peão · d4 branco cavalo · e4 branco peão · c3 branco cavalo · e3 branco bispo · a2 branco peão · b2 branco peão · c2 branco peão · d2 branco rainha · e2 branco bispo · f2 branco peão · g2 branco peão · h2 branco peão · c1 branco rei · d1 branco torre · h1 branco torre | a8 preto torre · c8 preto bispo · d8 preto rainha · f8 preto torre · g8 preto rei · a7 preto peão · b7 preto peão · e7 preto peão · f7 preto peão · g7 preto bispo · h7 preto peão · c6 preto cavalo · d6 preto peão · f6 preto cavalo · g6 preto peão · d4 branco cavalo · e4 branco peão · c3 branco cavalo · e3 branco bispo · a2 branco peão · b2 branco peão · c2 branco peão · d2 branco rainha · e2 branco bispo · f2 branco peão · g2 branco peão · h2 branco peão · c1 branco rei · d1 branco torre · h1 branco torre | a8 preto torre · c8 preto bispo · d8 preto rainha · f8 preto torre · g8 preto rei · a7 preto peão · b7 preto peão · e7 preto peão · f7 preto peão · g7 preto bispo · h7 preto peão · c6 preto cavalo · d6 preto peão · f6 preto cavalo · g6 preto peão · d4 branco cavalo · e4 branco peão · c3 branco cavalo · e3 branco bispo · a2 branco peão · b2 branco peão · c2 branco peão · d2 branco rainha · e2 branco bispo · f2 branco peão · g2 branco peão · h2 branco peão · c1 branco rei · d1 branco torre · h1 branco torre | a8 preto torre · c8 preto bispo · d8 preto rainha · f8 preto torre · g8 preto rei · a7 preto peão · b7 preto peão · e7 preto peão · f7 preto peão · g7 preto bispo · h7 preto peão · c6 preto cavalo · d6 preto peão · f6 preto cavalo · g6 preto peão · d4 branco cavalo · e4 branco peão · c3 branco cavalo · e3 branco bispo · a2 branco peão · b2 branco peão · c2 branco peão · d2 branco rainha · e2 branco bispo · f2 branco peão · g2 branco peão · h2 branco peão · c1 branco rei · d1 branco torre · h1 branco torre | a8 preto torre · c8 preto bispo · d8 preto rainha · f8 preto torre · g8 preto rei · a7 preto peão · b7 preto peão · e7 preto peão · f7 preto peão · g7 preto bispo · h7 preto peão · c6 preto cavalo · d6 preto peão · f6 preto cavalo · g6 preto peão · d4 branco cavalo · e4 branco peão · c3 branco cavalo · e3 branco bispo · a2 branco peão · b2 branco peão · c2 branco peão · d2 branco rainha · e2 branco bispo · f2 branco peão · g2 branco peão · h2 branco peão · c1 branco rei · d1 branco torre · h1 branco torre | a8 preto torre · c8 preto bispo · d8 preto rainha · f8 preto torre · g8 preto rei · a7 preto peão · b7 preto peão · e7 preto peão · f7 preto peão · g7 preto bispo · h7 preto peão · c6 preto cavalo · d6 preto peão · f6 preto cavalo · g6 preto peão · d4 branco cavalo · e4 branco peão · c3 branco cavalo · e3 branco bispo · a2 branco peão · b2 branco peão · c2 branco peão · d2 branco rainha · e2 branco bispo · f2 branco peão · g2 branco peão · h2 branco peão · c1 branco rei · d1 branco torre · h1 branco torre | a8 preto torre · c8 preto bispo · d8 preto rainha · f8 preto torre · g8 preto rei · a7 preto peão · b7 preto peão · e7 preto peão · f7 preto peão · g7 preto bispo · h7 preto peão · c6 preto cavalo · d6 preto peão · f6 preto cavalo · g6 preto peão · d4 branco cavalo · e4 branco peão · c3 branco cavalo · e3 branco bispo · a2 branco peão · b2 branco peão · c2 branco peão · d2 branco rainha · e2 branco bispo · f2 branco peão · g2 branco peão · h2 branco peão · c1 branco rei · d1 branco torre · h1 branco torre | a8 preto torre · c8 preto bispo · d8 preto rainha · f8 preto torre · g8 preto rei · a7 preto peão · b7 preto peão · e7 preto peão · f7 preto peão · g7 preto bispo · h7 preto peão · c6 preto cavalo · d6 preto peão · f6 preto cavalo · g6 preto peão · d4 branco cavalo · e4 branco peão · c3 branco cavalo · e3 branco bispo · a2 branco peão · b2 branco peão · c2 branco peão · d2 branco rainha · e2 branco bispo · f2 branco peão · g2 branco peão · h2 branco peão · c1 branco rei · d1 branco torre · h1 branco torre | 4 |
| 3 | a8 preto torre · c8 preto bispo · d8 preto rainha · f8 preto torre · g8 preto rei · a7 preto peão · b7 preto peão · e7 preto peão · f7 preto peão · g7 preto bispo · h7 preto peão · c6 preto cavalo · d6 preto peão · f6 preto cavalo · g6 preto peão · d4 branco cavalo · e4 branco peão · c3 branco cavalo · e3 branco bispo · a2 branco peão · b2 branco peão · c2 branco peão · d2 branco rainha · e2 branco bispo · f2 branco peão · g2 branco peão · h2 branco peão · c1 branco rei · d1 branco torre · h1 branco torre | a8 preto torre · c8 preto bispo · d8 preto rainha · f8 preto torre · g8 preto rei · a7 preto peão · b7 preto peão · e7 preto peão · f7 preto peão · g7 preto bispo · h7 preto peão · c6 preto cavalo · d6 preto peão · f6 preto cavalo · g6 preto peão · d4 branco cavalo · e4 branco peão · c3 branco cavalo · e3 branco bispo · a2 branco peão · b2 branco peão · c2 branco peão · d2 branco rainha · e2 branco bispo · f2 branco peão · g2 branco peão · h2 branco peão · c1 branco rei · d1 branco torre · h1 branco torre | a8 preto torre · c8 preto bispo · d8 preto rainha · f8 preto torre · g8 preto rei · a7 preto peão · b7 preto peão · e7 preto peão · f7 preto peão · g7 preto bispo · h7 preto peão · c6 preto cavalo · d6 preto peão · f6 preto cavalo · g6 preto peão · d4 branco cavalo · e4 branco peão · c3 branco cavalo · e3 branco bispo · a2 branco peão · b2 branco peão · c2 branco peão · d2 branco rainha · e2 branco bispo · f2 branco peão · g2 branco peão · h2 branco peão · c1 branco rei · d1 branco torre · h1 branco torre | a8 preto torre · c8 preto bispo · d8 preto rainha · f8 preto torre · g8 preto rei · a7 preto peão · b7 preto peão · e7 preto peão · f7 preto peão · g7 preto bispo · h7 preto peão · c6 preto cavalo · d6 preto peão · f6 preto cavalo · g6 preto peão · d4 branco cavalo · e4 branco peão · c3 branco cavalo · e3 branco bispo · a2 branco peão · b2 branco peão · c2 branco peão · d2 branco rainha · e2 branco bispo · f2 branco peão · g2 branco peão · h2 branco peão · c1 branco rei · d1 branco torre · h1 branco torre | a8 preto torre · c8 preto bispo · d8 preto rainha · f8 preto torre · g8 preto rei · a7 preto peão · b7 preto peão · e7 preto peão · f7 preto peão · g7 preto bispo · h7 preto peão · c6 preto cavalo · d6 preto peão · f6 preto cavalo · g6 preto peão · d4 branco cavalo · e4 branco peão · c3 branco cavalo · e3 branco bispo · a2 branco peão · b2 branco peão · c2 branco peão · d2 branco rainha · e2 branco bispo · f2 branco peão · g2 branco peão · h2 branco peão · c1 branco rei · d1 branco torre · h1 branco torre | a8 preto torre · c8 preto bispo · d8 preto rainha · f8 preto torre · g8 preto rei · a7 preto peão · b7 preto peão · e7 preto peão · f7 preto peão · g7 preto bispo · h7 preto peão · c6 preto cavalo · d6 preto peão · f6 preto cavalo · g6 preto peão · d4 branco cavalo · e4 branco peão · c3 branco cavalo · e3 branco bispo · a2 branco peão · b2 branco peão · c2 branco peão · d2 branco rainha · e2 branco bispo · f2 branco peão · g2 branco peão · h2 branco peão · c1 branco rei · d1 branco torre · h1 branco torre | a8 preto torre · c8 preto bispo · d8 preto rainha · f8 preto torre · g8 preto rei · a7 preto peão · b7 preto peão · e7 preto peão · f7 preto peão · g7 preto bispo · h7 preto peão · c6 preto cavalo · d6 preto peão · f6 preto cavalo · g6 preto peão · d4 branco cavalo · e4 branco peão · c3 branco cavalo · e3 branco bispo · a2 branco peão · b2 branco peão · c2 branco peão · d2 branco rainha · e2 branco bispo · f2 branco peão · g2 branco peão · h2 branco peão · c1 branco rei · d1 branco torre · h1 branco torre | a8 preto torre · c8 preto bispo · d8 preto rainha · f8 preto torre · g8 preto rei · a7 preto peão · b7 preto peão · e7 preto peão · f7 preto peão · g7 preto bispo · h7 preto peão · c6 preto cavalo · d6 preto peão · f6 preto cavalo · g6 preto peão · d4 branco cavalo · e4 branco peão · c3 branco cavalo · e3 branco bispo · a2 branco peão · b2 branco peão · c2 branco peão · d2 branco rainha · e2 branco bispo · f2 branco peão · g2 branco peão · h2 branco peão · c1 branco rei · d1 branco torre · h1 branco torre | 3 |
| 2 | a8 preto torre · c8 preto bispo · d8 preto rainha · f8 preto torre · g8 preto rei · a7 preto peão · b7 preto peão · e7 preto peão · f7 preto peão · g7 preto bispo · h7 preto peão · c6 preto cavalo · d6 preto peão · f6 preto cavalo · g6 preto peão · d4 branco cavalo · e4 branco peão · c3 branco cavalo · e3 branco bispo · a2 branco peão · b2 branco peão · c2 branco peão · d2 branco rainha · e2 branco bispo · f2 branco peão · g2 branco peão · h2 branco peão · c1 branco rei · d1 branco torre · h1 branco torre | a8 preto torre · c8 preto bispo · d8 preto rainha · f8 preto torre · g8 preto rei · a7 preto peão · b7 preto peão · e7 preto peão · f7 preto peão · g7 preto bispo · h7 preto peão · c6 preto cavalo · d6 preto peão · f6 preto cavalo · g6 preto peão · d4 branco cavalo · e4 branco peão · c3 branco cavalo · e3 branco bispo · a2 branco peão · b2 branco peão · c2 branco peão · d2 branco rainha · e2 branco bispo · f2 branco peão · g2 branco peão · h2 branco peão · c1 branco rei · d1 branco torre · h1 branco torre | a8 preto torre · c8 preto bispo · d8 preto rainha · f8 preto torre · g8 preto rei · a7 preto peão · b7 preto peão · e7 preto peão · f7 preto peão · g7 preto bispo · h7 preto peão · c6 preto cavalo · d6 preto peão · f6 preto cavalo · g6 preto peão · d4 branco cavalo · e4 branco peão · c3 branco cavalo · e3 branco bispo · a2 branco peão · b2 branco peão · c2 branco peão · d2 branco rainha · e2 branco bispo · f2 branco peão · g2 branco peão · h2 branco peão · c1 branco rei · d1 branco torre · h1 branco torre | a8 preto torre · c8 preto bispo · d8 preto rainha · f8 preto torre · g8 preto rei · a7 preto peão · b7 preto peão · e7 preto peão · f7 preto peão · g7 preto bispo · h7 preto peão · c6 preto cavalo · d6 preto peão · f6 preto cavalo · g6 preto peão · d4 branco cavalo · e4 branco peão · c3 branco cavalo · e3 branco bispo · a2 branco peão · b2 branco peão · c2 branco peão · d2 branco rainha · e2 branco bispo · f2 branco peão · g2 branco peão · h2 branco peão · c1 branco rei · d1 branco torre · h1 branco torre | a8 preto torre · c8 preto bispo · d8 preto rainha · f8 preto torre · g8 preto rei · a7 preto peão · b7 preto peão · e7 preto peão · f7 preto peão · g7 preto bispo · h7 preto peão · c6 preto cavalo · d6 preto peão · f6 preto cavalo · g6 preto peão · d4 branco cavalo · e4 branco peão · c3 branco cavalo · e3 branco bispo · a2 branco peão · b2 branco peão · c2 branco peão · d2 branco rainha · e2 branco bispo · f2 branco peão · g2 branco peão · h2 branco peão · c1 branco rei · d1 branco torre · h1 branco torre | a8 preto torre · c8 preto bispo · d8 preto rainha · f8 preto torre · g8 preto rei · a7 preto peão · b7 preto peão · e7 preto peão · f7 preto peão · g7 preto bispo · h7 preto peão · c6 preto cavalo · d6 preto peão · f6 preto cavalo · g6 preto peão · d4 branco cavalo · e4 branco peão · c3 branco cavalo · e3 branco bispo · a2 branco peão · b2 branco peão · c2 branco peão · d2 branco rainha · e2 branco bispo · f2 branco peão · g2 branco peão · h2 branco peão · c1 branco rei · d1 branco torre · h1 branco torre | a8 preto torre · c8 preto bispo · d8 preto rainha · f8 preto torre · g8 preto rei · a7 preto peão · b7 preto peão · e7 preto peão · f7 preto peão · g7 preto bispo · h7 preto peão · c6 preto cavalo · d6 preto peão · f6 preto cavalo · g6 preto peão · d4 branco cavalo · e4 branco peão · c3 branco cavalo · e3 branco bispo · a2 branco peão · b2 branco peão · c2 branco peão · d2 branco rainha · e2 branco bispo · f2 branco peão · g2 branco peão · h2 branco peão · c1 branco rei · d1 branco torre · h1 branco torre | a8 preto torre · c8 preto bispo · d8 preto rainha · f8 preto torre · g8 preto rei · a7 preto peão · b7 preto peão · e7 preto peão · f7 preto peão · g7 preto bispo · h7 preto peão · c6 preto cavalo · d6 preto peão · f6 preto cavalo · g6 preto peão · d4 branco cavalo · e4 branco peão · c3 branco cavalo · e3 branco bispo · a2 branco peão · b2 branco peão · c2 branco peão · d2 branco rainha · e2 branco bispo · f2 branco peão · g2 branco peão · h2 branco peão · c1 branco rei · d1 branco torre · h1 branco torre | 2 |
| 1 | a8 preto torre · c8 preto bispo · d8 preto rainha · f8 preto torre · g8 preto rei · a7 preto peão · b7 preto peão · e7 preto peão · f7 preto peão · g7 preto bispo · h7 preto peão · c6 preto cavalo · d6 preto peão · f6 preto cavalo · g6 preto peão · d4 branco cavalo · e4 branco peão · c3 branco cavalo · e3 branco bispo · a2 branco peão · b2 branco peão · c2 branco peão · d2 branco rainha · e2 branco bispo · f2 branco peão · g2 branco peão · h2 branco peão · c1 branco rei · d1 branco torre · h1 branco torre | a8 preto torre · c8 preto bispo · d8 preto rainha · f8 preto torre · g8 preto rei · a7 preto peão · b7 preto peão · e7 preto peão · f7 preto peão · g7 preto bispo · h7 preto peão · c6 preto cavalo · d6 preto peão · f6 preto cavalo · g6 preto peão · d4 branco cavalo · e4 branco peão · c3 branco cavalo · e3 branco bispo · a2 branco peão · b2 branco peão · c2 branco peão · d2 branco rainha · e2 branco bispo · f2 branco peão · g2 branco peão · h2 branco peão · c1 branco rei · d1 branco torre · h1 branco torre | a8 preto torre · c8 preto bispo · d8 preto rainha · f8 preto torre · g8 preto rei · a7 preto peão · b7 preto peão · e7 preto peão · f7 preto peão · g7 preto bispo · h7 preto peão · c6 preto cavalo · d6 preto peão · f6 preto cavalo · g6 preto peão · d4 branco cavalo · e4 branco peão · c3 branco cavalo · e3 branco bispo · a2 branco peão · b2 branco peão · c2 branco peão · d2 branco rainha · e2 branco bispo · f2 branco peão · g2 branco peão · h2 branco peão · c1 branco rei · d1 branco torre · h1 branco torre | a8 preto torre · c8 preto bispo · d8 preto rainha · f8 preto torre · g8 preto rei · a7 preto peão · b7 preto peão · e7 preto peão · f7 preto peão · g7 preto bispo · h7 preto peão · c6 preto cavalo · d6 preto peão · f6 preto cavalo · g6 preto peão · d4 branco cavalo · e4 branco peão · c3 branco cavalo · e3 branco bispo · a2 branco peão · b2 branco peão · c2 branco peão · d2 branco rainha · e2 branco bispo · f2 branco peão · g2 branco peão · h2 branco peão · c1 branco rei · d1 branco torre · h1 branco torre | a8 preto torre · c8 preto bispo · d8 preto rainha · f8 preto torre · g8 preto rei · a7 preto peão · b7 preto peão · e7 preto peão · f7 preto peão · g7 preto bispo · h7 preto peão · c6 preto cavalo · d6 preto peão · f6 preto cavalo · g6 preto peão · d4 branco cavalo · e4 branco peão · c3 branco cavalo · e3 branco bispo · a2 branco peão · b2 branco peão · c2 branco peão · d2 branco rainha · e2 branco bispo · f2 branco peão · g2 branco peão · h2 branco peão · c1 branco rei · d1 branco torre · h1 branco torre | a8 preto torre · c8 preto bispo · d8 preto rainha · f8 preto torre · g8 preto rei · a7 preto peão · b7 preto peão · e7 preto peão · f7 preto peão · g7 preto bispo · h7 preto peão · c6 preto cavalo · d6 preto peão · f6 preto cavalo · g6 preto peão · d4 branco cavalo · e4 branco peão · c3 branco cavalo · e3 branco bispo · a2 branco peão · b2 branco peão · c2 branco peão · d2 branco rainha · e2 branco bispo · f2 branco peão · g2 branco peão · h2 branco peão · c1 branco rei · d1 branco torre · h1 branco torre | a8 preto torre · c8 preto bispo · d8 preto rainha · f8 preto torre · g8 preto rei · a7 preto peão · b7 preto peão · e7 preto peão · f7 preto peão · g7 preto bispo · h7 preto peão · c6 preto cavalo · d6 preto peão · f6 preto cavalo · g6 preto peão · d4 branco cavalo · e4 branco peão · c3 branco cavalo · e3 branco bispo · a2 branco peão · b2 branco peão · c2 branco peão · d2 branco rainha · e2 branco bispo · f2 branco peão · g2 branco peão · h2 branco peão · c1 branco rei · d1 branco torre · h1 branco torre | a8 preto torre · c8 preto bispo · d8 preto rainha · f8 preto torre · g8 preto rei · a7 preto peão · b7 preto peão · e7 preto peão · f7 preto peão · g7 preto bispo · h7 preto peão · c6 preto cavalo · d6 preto peão · f6 preto cavalo · g6 preto peão · d4 branco cavalo · e4 branco peão · c3 branco cavalo · e3 branco bispo · a2 branco peão · b2 branco peão · c2 branco peão · d2 branco rainha · e2 branco bispo · f2 branco peão · g2 branco peão · h2 branco peão · c1 branco rei · d1 branco torre · h1 branco torre | 1 |
|   | a | b | c | d | e | f | g | h |   |

Aqui as Negras já testaram várias opções e aqui estão listadas em ordem de popularidade:
- 9. . . Cxd4 Este movimento pode levar a chances posicionais e de ataque para ambos os lados. As brancas devem estar cientes de que as pretas podem ter oportunidades de oferecer um sacrifício de troca em c3 para explorar o peão e4 desprotegido. 10. Bxd4 Be6 11. Rb1! uma boa jogada preparatória em muitas linhas do Dragão Siciliano. As brancas querem poder jogar Cd5 se a situação se tornar propícia. O rei branco também está se afastando da coluna c aberta, onde muito do contrajogo preto pode se desenvolver. 11 ...Da5 Com este lance, alcançamos uma posição em que as chances são mais ou menos equilibradas e o jogo pode ganhar vida própria.
- 9. . . Bd7 Este movimento permite que as pretas mantenham todas as suas peças no tabuleiro para montar um ataque. 10.h4! h5! As pretas precisam impedir que os peões das brancas façam uma captura inapropriada. 11.f3 Tc8 12. Rb1 Ce5 13. Bg5! As pretas agora podem apostar tudo com 13...b5!? com uma posição interessante.
- 9. . . Cg4 Este movimento é jogado para pegar o par de bispos explorando a ausência de f3 na abertura das Brancas. As brancas geralmente concordam em permitir a troca de bispo por cavalo, considerando que seu bispo de casa clara faz pouco nesta linha em comparação com as habilidades defensivas do cavalo-f6 e as brancas também ganharão o uso de f2-f3 para levar as pretas de volta depois que ele recaptura com seu bispo. 10. Bxg4 Bxg4 11.f3 Bd7 12. Rb1 Ce5 13.b3! Tc8 14.h4 Te8! Mais uma vez, os dois lados têm boas chances.
- 9... d5! ? Um sacrifício de peão semelhante às linhas nas linhas principais iugoslavas mais comuns. 10.exd5 Cxd5 11. Cxc6 bxc6 12. Cxd5 cxd5 13. Dxd5 Dc7! cedendo duas torres para a Dama, mas mantendo as chances de ataque. 14. Dxa8! Bf5 15. Dxf8+ Rxf8 16. Bd3! Be6 17. Rb1
- 9... a6 10. Rb1 Cxd4 11. Bxd4 b5 12.h4! h5 13.f3 Be6 14.g4! J. Van der Wiel vs. H. Eidam, Gran Canaria 1996.

## Outras opções
Outras opções para o sexto movimento das Brancas incluem 6. Bc4, 6. f3 e 6. g3 .
Quando as pretas adotam a formação do dragão sem 2...d6, as brancas devem tomar cuidado com ...d5, que muitas vezes iguala imediatamente. As linhas onde o Preto faz isso incluem o Dragão Acelerado (1.e4 c5 2. Cf3 Cc6 3.d4 cxd4 4. Cxd4 g6) e Dragão Hiper-Acelerado (1.e4 c5 2. Nf3 g6).
Outra opção para as pretas é jogar o que foi chamado de "Dragodorf", que combina ideias do Dragão com as da Variação Najdorf . Embora esta linha possa ser jogada através da ordem de movimento do Dragão (veja o Ataque Iugoslavo com 9. Bc4). As pretas podem chegar lá com uma ordem de movimento Najdorf: 1.e4 c5 2. Cf3 d6 3.d4 cxd4 4. Cxd4 Cf6 5. Cc3 a6 6. Be3 g6 (ou 5...g6 6. Be3 a6), com a ideia de Bg7 e Nbd7. Essa ordem de movimento seria usada para tentar evitar um ataque do tipo iugoslavo; por exemplo, depois de 1.e4 c5 2. Cf3 d6 3.d4 cxd4 4. Cxd4 Cf6 5. Cc3 a6, as brancas podem jogar 6. Be2 ou 6.f4. Em ambos os casos, especialmente no último, um ataque ao estilo iugoslavo perde algum ímpeto. Normalmente, o bispo é colocado de forma mais ideal em c4, onde pode pressionar f7 e ajudar a defender o rei branco (embora a variante 9.0-0-0 do Dragão mostre que isso não é completamente necessário), e se as brancas jogarem f4 e depois rocarem dama, eles devem estar sempre atentos às ideias de Cg4, algo que o movimento f3 nas posições tradicionais do Dragão geralmente desencoraja. No entanto, um ataque de estilo iugoslavo ainda é jogável após ambos 6. Be2 g6 ou 6.f4 g6.
Alguns expoentes famosos do Dragão são Veselin Topalov, Andrew Soltis, Jonathan Mestel, Chris Ward, Sergei Tiviakov, Alexei Fedorov, Mikhail Golubev, o falecido Tony Miles e Eduard Gufeld . Garry Kasparov usou o Dragão com sucesso como uma arma surpresa contra o desafiante ao título mundial Viswanathan Anand em 1995, mas não o usou posteriormente. A Dragão viu sua popularidade diminuir no final dos anos 1990 como resultado de as Brancas ressuscitar a velha linha com 9.0-0-0; no entanto, recentemente houve um ressurgimento depois que várias novas ideias na linha 9.0-0-0 foram formuladas por devotos da Dragão.

## CódigosECO
A Encyclopaedia of Chess Openings ( ECO ) tem dez códigos para a Variação do Dragão, B70 a B79. Após 1.e4 c5 2. Nf3 d6 3.d4 cxd4 4. Cxd4 Cf6, existe:
- B70 5. Cc3 g6
- B71 5. Cc3 g6 6.f4 (Variação Levenfish )
- B72 5. Cc3 g6 6. Be3
- B73 5. Cc3 g6 6. Be3 Bg7 7. Be2 Cc6 8.0-0 (variante clássica)
- B74 5. Cc3 g6 6. Be3 Bg7 7. Be2 Cc6 8,0-0 0-0 9. Nb3
- B75 5. Cc3 g6 6. Be3 Bg7 7.f3 (Ataque Iugoslavo)
- B76 5. Cc3 g6 6. Be3 Bg7 7.f3 0-0
- B77 5. Cc3 g6 6. Be3 Bg7 7.f3 0-0 8. Dd2 Cc6 9. Bc4
- B78 5. Cc3 g6 6. Be3 Bg7 7.f3 0-0 8. Dd2 Cc6 9. Bc4 Bd7 10.0-0-0
- B79 5. Cc3 g6 6. Be3 Bg7 7.f3 0-0 8. Dd2 Cc6 9. Bc4 Bd7 10.0-0-0 Qa5 11. Bb3 Tfc8 12.h4